# Умершие в сентябре 2019 года
Это список известных людей, соответствующих установленным критериям значимости (см. Википедия:Критерии значимости персоналий), умерших в сентябре 2019 года.
Причина смерти указывается лишь в исключительных случаях (убийство, самоубийство, гибель в результате военных действий, смертная казнь, ДТП или несчастные случаи). В остальных случаях — не указывается.

## 30 сентября

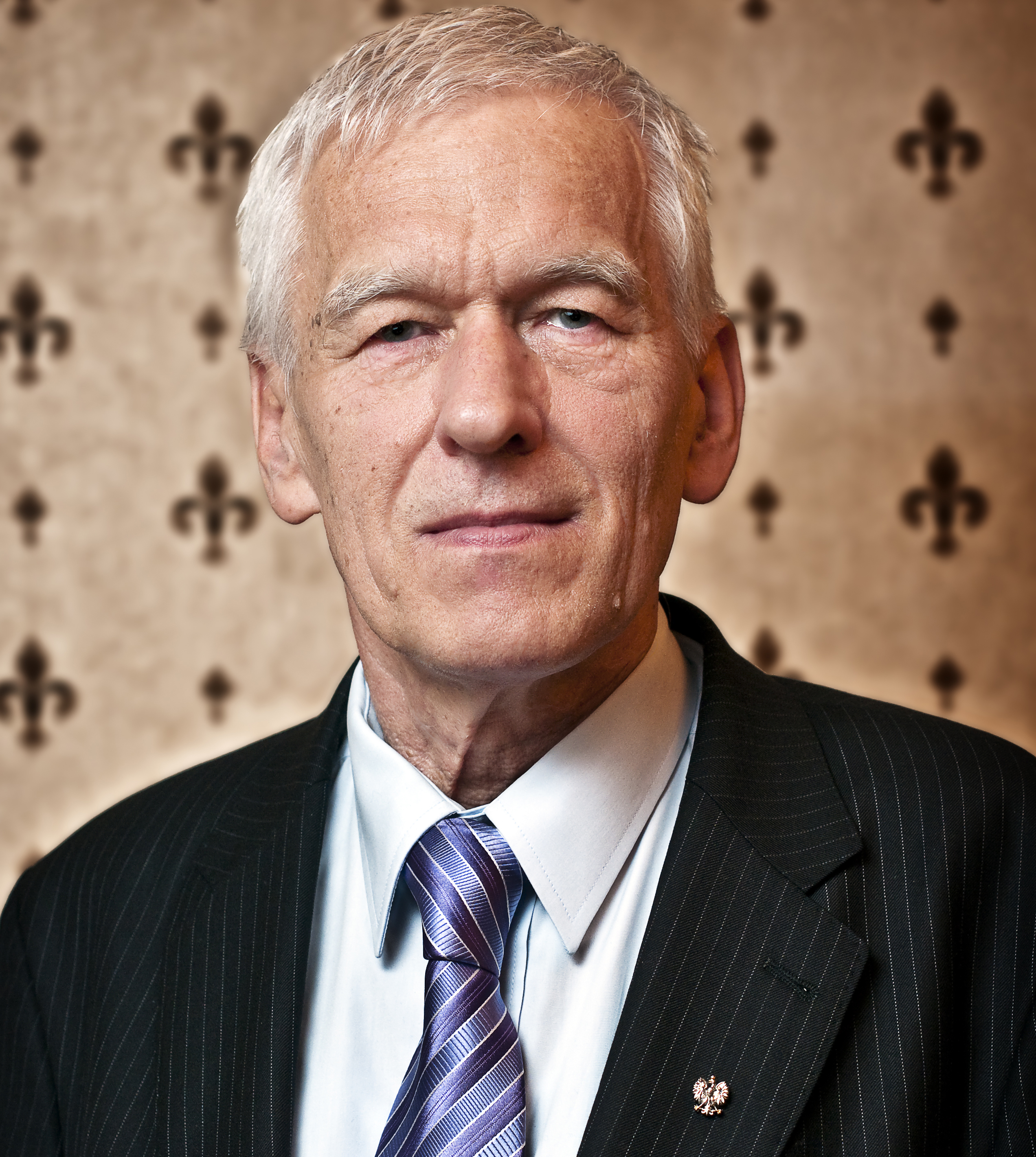
Корнель Моравецкий

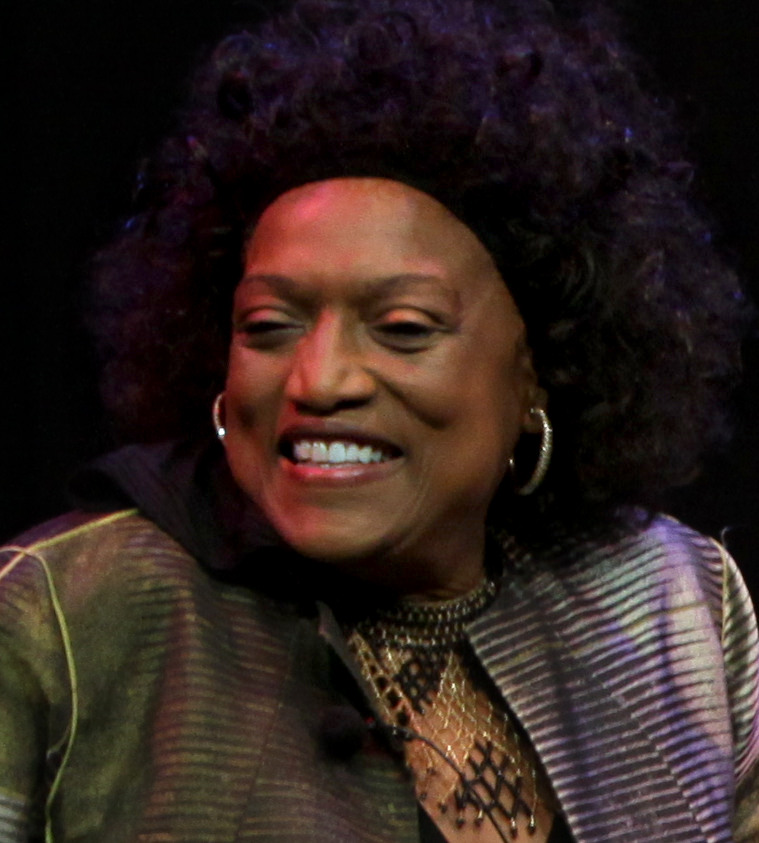
Джесси Норман

- Гайар, Андре (91) — французский актёр[1].
- Гамольский, Леонид Владимирович (78) — советский и украинский художник[2].
- Иноуэ, Шинья (98) — американский биофизик и биолог, действительный член Национальной академии наук США (1993)[3].
- Киселёв, Владимир Петрович (80) — советский и российский скульптор[4].
- Курамшин, Аркадий Искандерович (49) — российский химик и популяризатор науки, лауреат всероссийской премии «За верность науке» (2018)[5].
- Кхоте, Виджу (77) — индийский киноактёр[6].
- Леночи, Джанни (56) — итальянский джазовый пианист[7].
- Минин, Геннадий Дмитриевич (78) — советский и российский санитарный врач, доктор медицинских наук (1998), профессор, заслуженный врач Российской Федерации (2003)[8].
- Моравецкий, Корнель (78) — польский диссидент и политический деятель, активист антикоммунистической оппозиции в ПНР, основатель и лидер радикального движения «Борющаяся солидарность»[9].
- Награльян, Александр Георгиевич (81) — советский и российский фотожурналист[10].
- Норман, Джесси (74) — американская оперная и камерная певица (сопрано)[11].
- Пушкарёв, Игорь Борисович (81) — советский и российский актёр театра и кино, режиссёр, сценарист, продюсер[12].
- Федоренко, Людмила Васильевна (64) — советский и российский театральный художник, художник Камчатского театра драмы и комедии[13].
- Фицджеральд, Уэйн (89) — американский оформитель титров, лауреат премии «Эмми» (1987)[14].
- Шихалиев, Фуад (58) — азербайджанский бизнесмен, президент группы компаний Sabina (с 1994 года)[15].
- Эйкерс-Джонс, Дэвид (92) — британский государственный деятель, и. о. губернатора Гонконга (1986—1987)[16].

## 29 сентября

Вячеслав Пьецух

- Агирре, Беатрис (94) — мексиканская актриса и мастер дубляжа[17].
- Багиров, Зия (80) — советский и азербайджанский дирижёр, заслуженный артист Азербайджана[18].
- Бернхаймер, Мартин (83) — американский музыкальный критик, лауреат Пулитцеровской премии (1982)[19].
- Корхонен, Пааво Яакко (91) — финский двоеборец и лыжник, победитель чемпионата мира в Лахти (1958)[20].
- Лайтинен, Илкка (57) — финский политический и военный деятель, первый исполнительный директор Frontex (2004—2014), руководитель Пограничной охраны Финляндии (2018—2019)[21].
- Мешков, Юрий Александрович (73) — советский, украинский и российский юрист, президент Крыма (1994—1995)[22].
- Нгуен Хыу Хан (93) — военный деятель Вооружённых сил Республики Вьетнам, бригадный генерал, ключевая фигура падения Сайгона[23].
- Никифоров, Пётр Андреевич (75) — российский хирург, доктор медицинских наук, профессор кафедры хирургии с курсом эндоскопии Центральной государственной медицинской академии[24].
- Пьецух, Вячеслав Алексеевич (72) — русский писатель[25].
- Рамазанов, Хидир Хидирович (94) — советский и российский историк, доктор исторических наук, профессор кафедры истории России с древнейших времён до конца XIX века ДГУ, заслуженный деятель науки Российской Федерации[26].
- Рощин, Сергей Константинович (89) — советский и российский монголовед, доктор исторических наук (2001), сотрудник ИВ РАН[27].
- Титов, Геннадий Фёдорович (87) — советский деятель спецслужб, заместитель председателя КГБ СССР (1991), генерал-лейтенант (1990)[28].

## 28 сентября

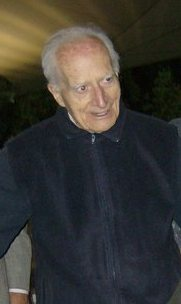
Хосе Альдунате

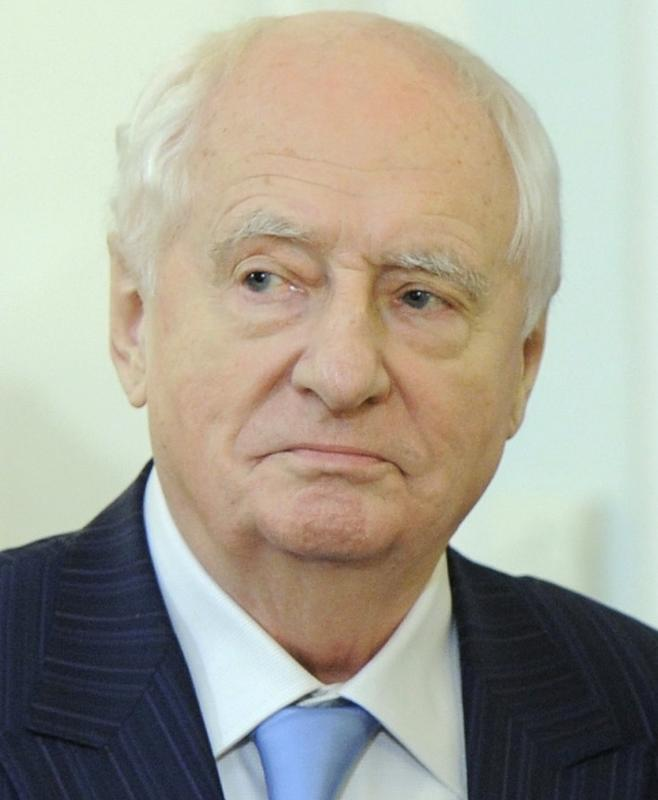
Марк Захаров

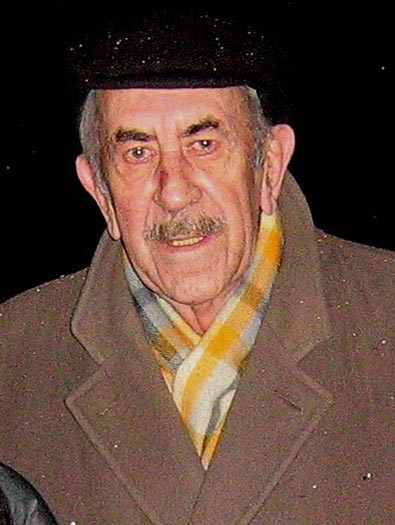
Ян Кобушевский

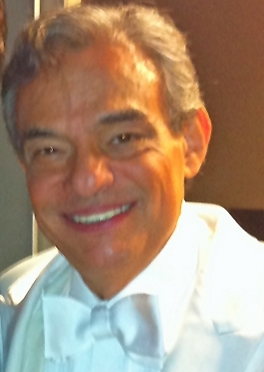
Хосе Хосе

- Альдунате, Хосе (102) — чилийский священник-иезуит, правозащитник и общественный деятель[29].
- Волошинов, Виталий Борисович (72) — советский и российский физик. Кандидат физико-математических наук, доцент физического факультета МГУ[30].
- Дуров, Валерий Александрович (76) — советский и российский историк-фалерист, сотрудник Государственного исторического музея[31].
- Захаров, Марк Анатольевич (85) — советский и российский режиссёр театра и кино, актёр, художественный руководитель и главный режиссёр Московского театра «Ленком» (с 1973 года), народный артист СССР (1991), Герой Труда Российской Федерации (2018), полный кавалер ордена «За заслуги перед Отечеством»[32].
- Исмаил Петра (69) — представитель малайзийской монархической династии, султан Келантана (1979—2010)[33].
- Кобушевский, Ян (85) — польский актёр[34].
- Кольвах, Олег Иванович (73) — российский экономист, доктор экономических наук (2001), профессор (2003)[35].
- Хосе Хосе (71) — мексиканский певец, музыкант и актёр[36].
- Чандран М. (77) — малайзийский футболист и тренер, игрок и тренер национальной сборной[37].

## 27 сентября

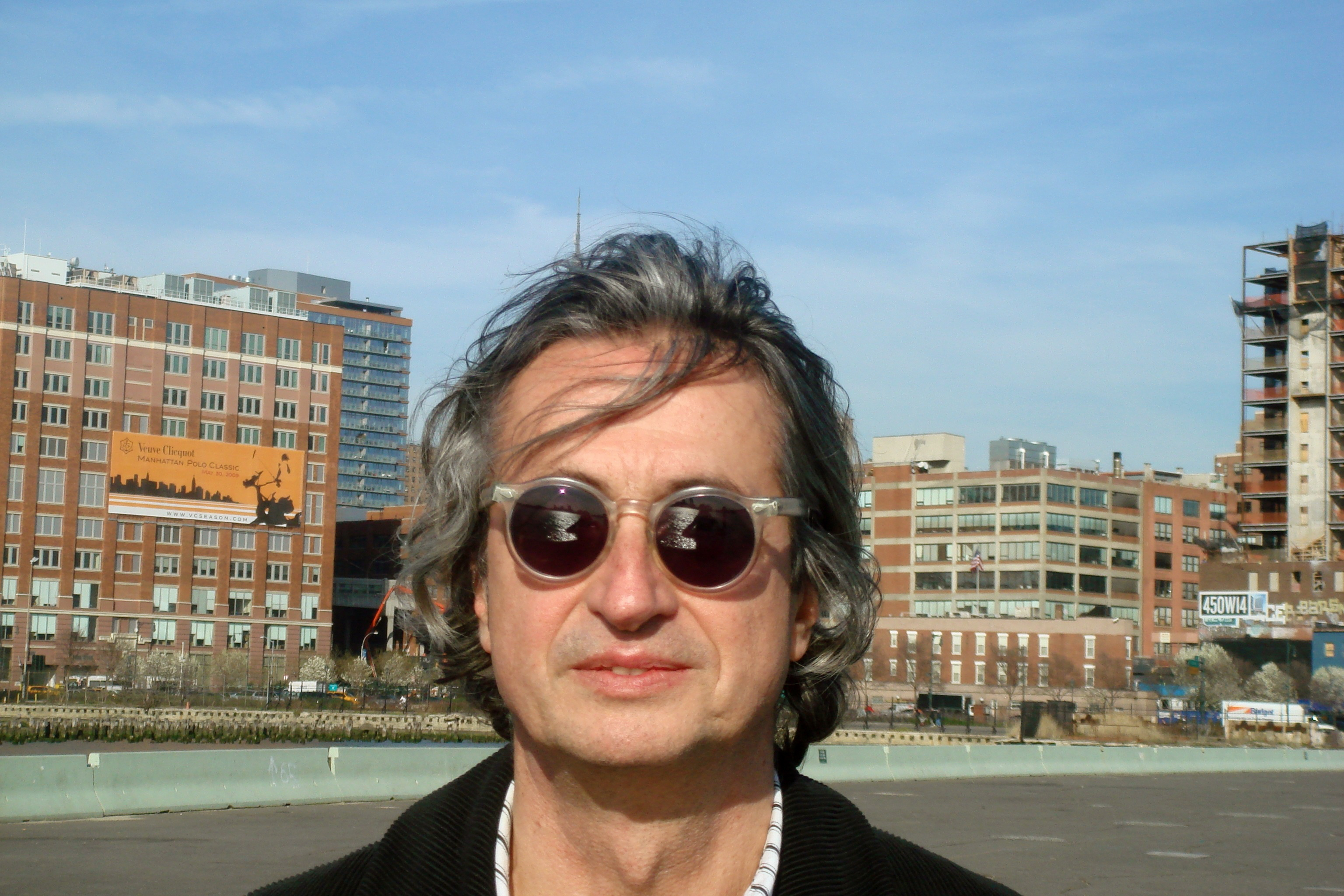
Луис Оспина

- Баянов, Ильдар Рауисович (60) — советский и российский спортсмен и тренер по современному пятиборью, мастер спорта международного класса[38].
- Гэррисон, Роб (59) — американский актёр[39].
- Казакова, Татьяна Вячеславовна (61) — российская актриса, артистка Пятого театра (Омск) (с 1991 года), заслуженная артистка Российской Федерации (1994)[40].
- Краснянский, Леонид Наумович (87) — советский и российский организатор строительного комплекса, первый заместитель руководителя комплекса перспективного развития Москвы (1997—2004)[41].
- Манга, Мохаммед (46) — сенегальский футболист, нападающий; игрок национальной сборной Сенегала (2003—2006)[42].
- Мельхиорр, Джин (92) — американский баскетболист[43].
- Молчановский, Виктор Васильевич (67) — российский филолог-русист, доктор педагогических наук, профессор[44].
- Нагаи, Киёси (70) — японский и английский биолог, член Лондонского королевского общества (2000)[45].
- Оспина, Луис (70) — колумбийский кинорежиссёр[46].
- Перри Рубио, Гильермо (73) — колумбийский государственный деятель, министр финансов и государственного кредита (1994—1996), министр горнодобывающей промышленности и энергетики (1986—1988)[47].
- Раевский, Валерий Васильевич (82) — советский и российский испытатель парашютно-авиационной техники, заслуженный парашютист-испытатель СССР, автор 14 мировых парашютных рекордов[48].
- Секо, Йожеф (64) — венгерский политический деятель, депутат Национального собрания Венгрии (2010—2014)[49].
- Уилсон, Джозеф С. (69) — американский писатель и дипломат, посол США в Габоне (1992—1995)[50].
- Хан, Рана Афзал (70) — пакистанский государственный деятель, министр финансов и экономики (2017—2018)[51].
- Хачатурян, Ваник Акопович (93) (Ван Хачатур) — советский и армянский художник, архитектор и искусствовед[52].
- Шмидт, Ян (85) — чешский кинорежиссёр[53].
- Эдвардс, Джек (91) — американский политический деятель, член Палаты представителей США (1965—1985)[54].

## 26 сентября

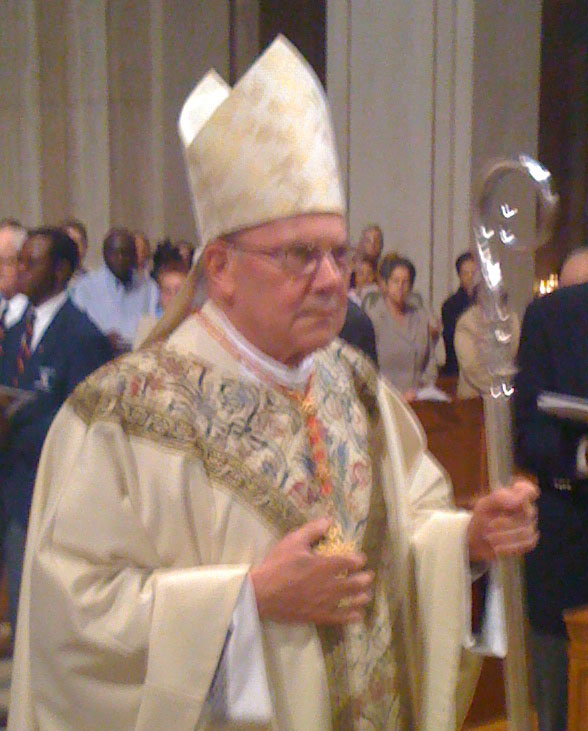
Уильям Левада

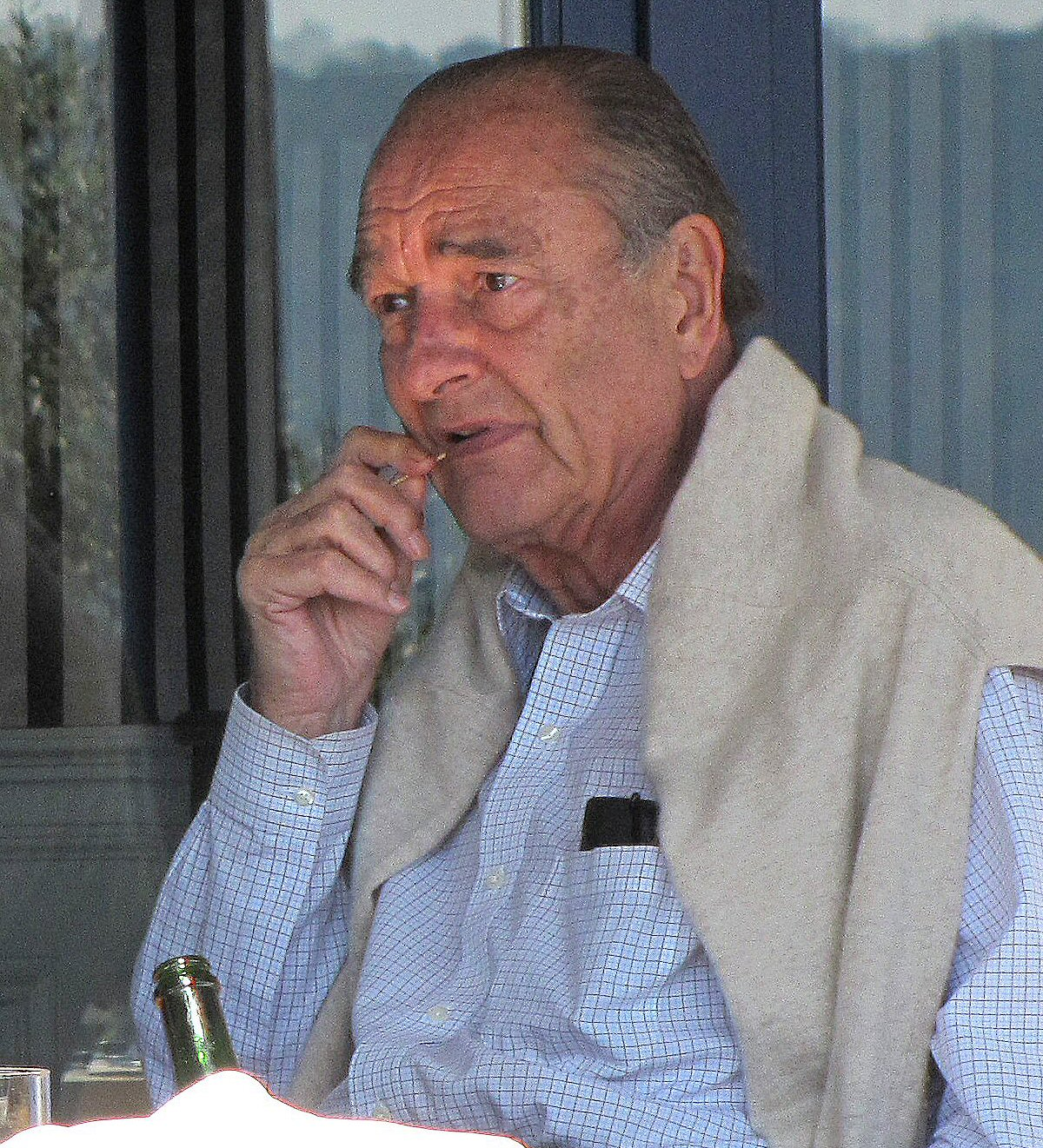
Жак Ширак

- Бейбутов, Джафар — азербайджанский певец[55].
- Блюм, Алексей Михайлович (81) — советский и российский охотовед, главный редактор журнала «Охота и охотничье хозяйство» (с 2012 года)[56].
- Бокастова, Мария Алексеевна (88) — советский передовик промышленного производства, бригадир цеха Медногорского электротехнического завода «Уралэлектромотор», Герой Социалистического Труда (1976)[57].
- Брамбуччи, Джованни (72) — итальянский велогонщик, бронзовый призёр летних Олимпийских игр в Мехико (1968)[58].
- Костенко, Елена Михайловна (93) — советский живописец, дочь М. П. Костенко[59].
- Кудрявцев, Юрий Иванович (88) — советский и российский геофизик, доктор технических наук, профессор кафедры геофизики Института наук о Земле СПбГУ[60].
- Кузьмин, Александр Викторович (68) — советский и российский архитектор, главный архитектор Москвы (1996—2012), президент Российской академии архитектуры и строительных наук (с 2014 года), академик РАХ (2007), народный архитектор Российской Федерации (2003)[61].
- Кушебин, Казбек Галимович (47) — казахстанский футболист[62].
- Левада, Уильям (83) — американский кардинал, архиепископ Сан-Франциско (1995—2005), префект Конгрегации доктрины веры (2005—2012)[63].
- Манаков, Геннадий Михайлович (69) — советский и российский космонавт, лётчик-космонавт СССР, Герой Советского Союза (1990)[64].
- Тумаркин, Даниил Давыдович (91) — советский и российский этнограф, доктор исторических наук, сотрудник ИЭА РАН , заслуженный деятель науки Российской Федерации[65].
- Уэсли-Смит, Мартин (74) — австралийский композитор[66].
- Ходжабаев, Давлетбай Гельдиевич (87) — советский и туркменский артист цирка, народный артист СССР (1985)[67] .
- Черненко, Рита Давыдовна (82) — советский и российский киновед, заслуженный работник культуры РСФСР[68].
- Чувьюров, Василий Николаевич (81) — советский и российский композитор, один из основателей республиканского фестиваля современной коми национальной песни «Василей»[69].
- Ширак, Жак (86) — французский государственный деятель, мэр Парижа (1977—1995), премьер-министр (1974—1976, 1986—1988) и президент (1995—2007) Франции[70].

## 25 сентября

Майкл Ко

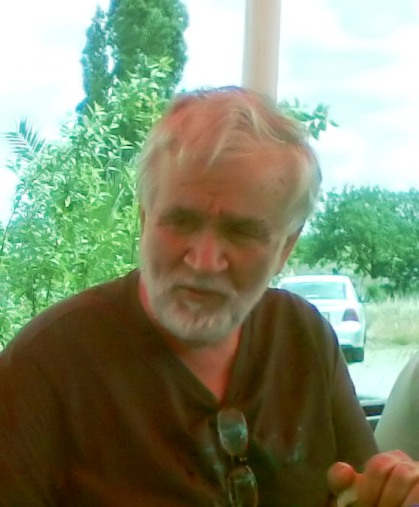
Любомир Левчев

- Бадура-Скода, Пауль (91) — австрийский пианист[71].
- Ко, Майкл (90) — американский археолог, антрополог, эпиграфист, майянист, заслуженный профессор Йельского университета, действительный член Национальной академии наук США (1986)[72].
- Коломинский, Яков Львович (85) — советский и белорусский психолог, доктор психологических наук (1980), профессор, заслуженный деятель науки Республики Беларусь[73].
- Левчев, Любомир (84) — болгарский поэт[74].
- Мадхав, Вену (50) — индийский актёр[75][76].
- Портер, Линда (85) — американская актриса[77].
- Хоффмейер, Йеспер (77) — датский биолог[78].

## 24 сентября
- Азимов, Рамиль Кямиль оглы (40) — азербайджанский и российский актёр театра и кино[79].
- Гаврилин, Юрий Иванович (81) — советский и российский учёный в области радиационной безопасности, доктор технических наук[80].
- Герштейн, Мордикай (83) — американский художник-иллюстратор и писатель, лауреат медали Калдекотта (2004)[81].
- Грудзенко, Виктор Фёдорович (87) — советский и российский партийный, государственный и общественный деятель[82].
- Дервиз, Григорий Георгиевич[вд] (89) — советский и российский художник, заслуженный художник Российской Федерации[83].
- Кадири, Абделлах (82) — марокканский политический деятель, сооснователь Национальной демократической партии[84].
- Садовская, Ольга Александровна (52) — белорусская шашистка[85].
- Салас, Альфонсо де (76) — испанский журналист, сооснователь El Mundo[86].
- Такер, Дональд (84) — американский политический деятель, спикер Палаты представителей штата Флорида (1975—1978)[87].
- Фомин, Владимир Николаевич (57) — российский государственный деятель, мэр Новокуйбышевска (с 2018 года); самоубийство[88].
- Эйюб, Вургун (61) — азербайджанский учёный, государственный и общественный деятель[89].

## 23 сентября

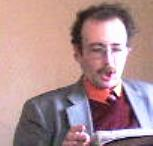
Валерий Рабинович

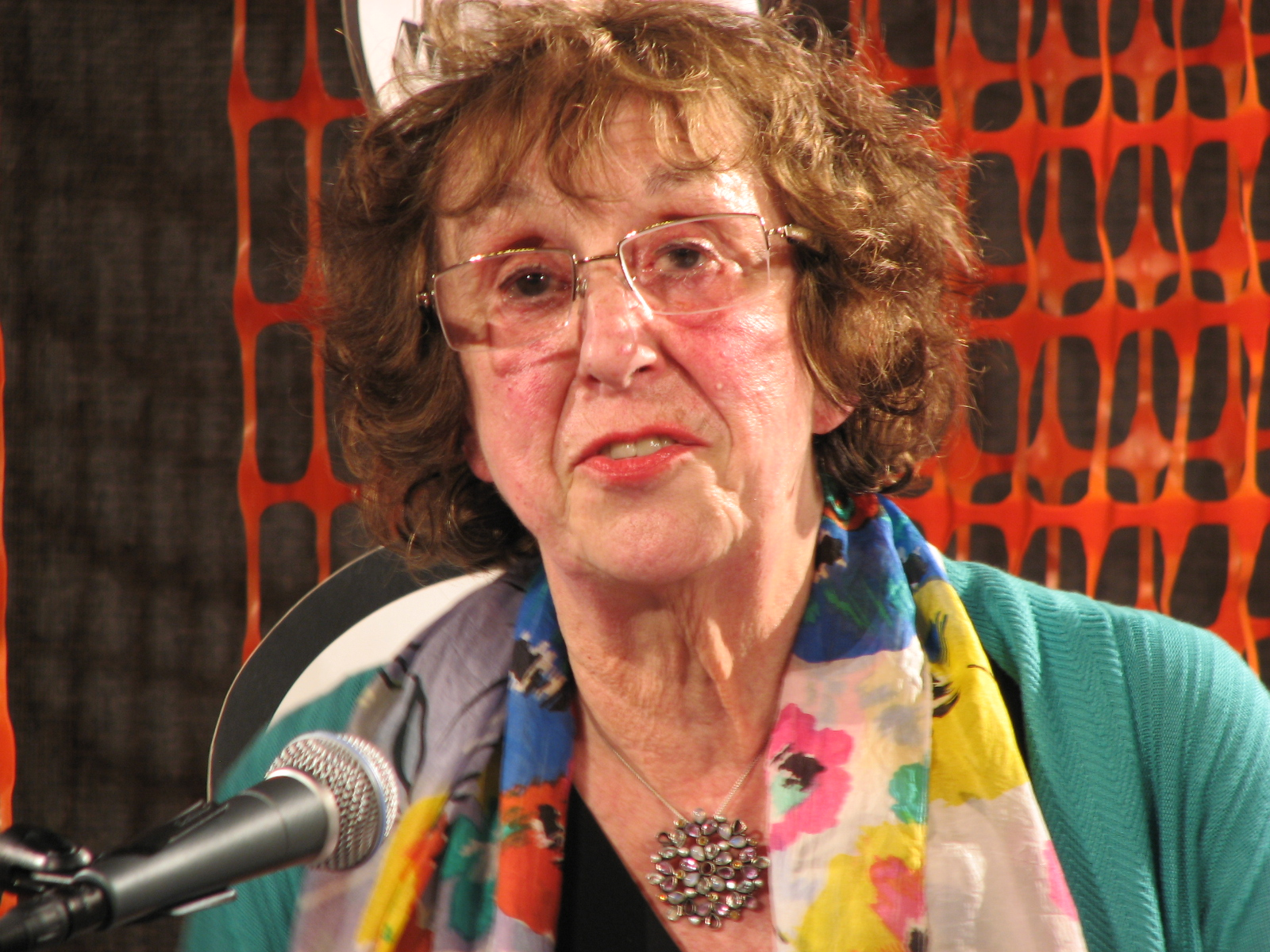
Элен Файнштейн

- Альварес, Альфред (90) — английский поэт, прозаик, эссеист и критик[90].
- Арутюнян, Айк Артёмович (63) — армянский государственный деятель и организатор органов правопорядка, министр внутренних дел (1999—2003) и начальник полиции (2003—2008) Армении; самоубийство[91].
- Бочарников, Юрий Васильевич (73) — советский и российский тренер по фехтованию, мастер спорта СССР[92].
- Бровка, Юрий Петрович (82) — белорусский правовед, доктор юридических наук (1991), профессор кафедры международного права БГУ (1994), сын Петруся Бровки[93] Архивная копия от 26 сентября 2019 на Wayback Machine.
- Брюннель, Ричард (55) — американский гитарист (Morbid Angel)[94].
- Виттлин, Курт (78) — швейцарский филолог[95].
- Георгиев, Никола (81) — болгарский литературный критик[96].
- Груска, Вильям Ян (83) — словацкий режиссёр, танцовщик, этнограф, драматург, хореограф и сценарист[97].
- Гродскова, Тамара Викторовна (89) — советский и российский искусствовед, генеральный директор Саратовского художественного музея имени А. Н. Радищева (1977—2016), заслуженный работник культуры РСФСР (1985), почётный член РАХ (2012)[98].
- Завершинский, Владимир Иванович (69) — деятель российских разведслужб, первый заместитель директора СВР России (2000—2008), генерал-полковник (2003)[99][100].
- Зельник, Роберт (79) — американский журналист и писатель[101].
- Масаренко, Алесь Герасимович (81) — белорусский писатель и переводчик[102].
- Мюнтер, Карл (96) — немецкий нацистский преступник[103].
- Николетти, Вальтер (66) — итальянский футбольный тренер[104].
- Рабинович, Валерий Самуилович (54) — российский литературовед, доктор филологических наук, профессор кафедры зарубежной литературы УрФУ (2010)[105].
- Римкявичюс, Артурас (36) — литовский футболист, выступавший за национальную сборную (2010—2012); самоубийство[106].
- Сапронов, Владимир Сергеевич (80) — советский и российский поэт[107].
- Сирегар, Арифин (85) — индонезийский государственный деятель, директор Банка Индонезии (1983—1988), министр торговли (1988—1993)[108].
- Файнштейн, Элен (88) — английская писательница, поэтесса и переводчица[109] Архивная копия от 24 сентября 2019 на Wayback Machine.
- Хантер, Роберт (78) — американский музыкант и поэт, автор текстов песен[110].
- Хурме, Харри (74) — финский шахматист и шахматный композитор[111].
- Шейхани, Анвар (67 или 68) — иракский курдский драматург и актёр[112].

## 22 сентября

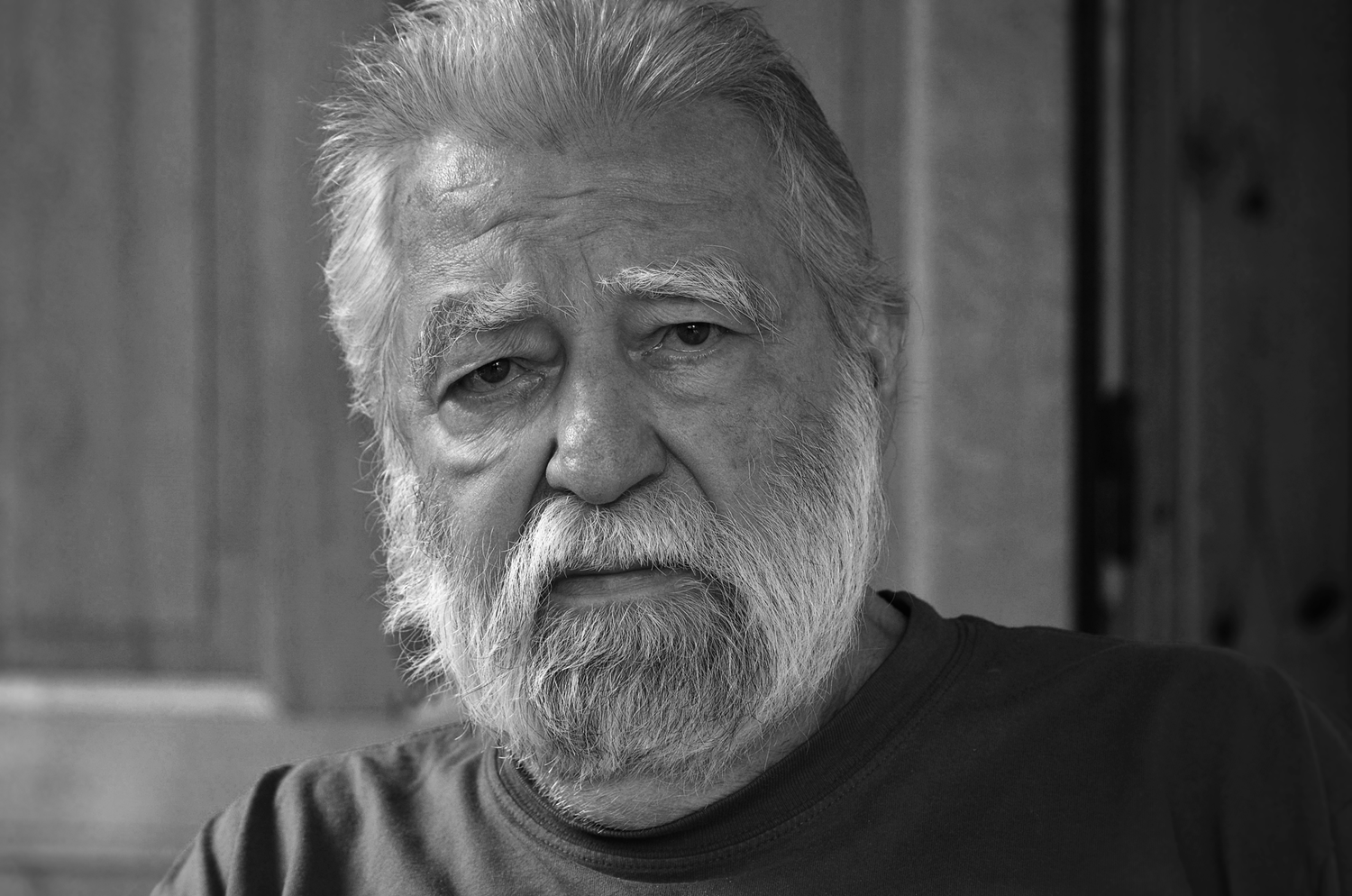
Шандор Шара

- Бредис, Витаутас Юлианович (79) — советский гребец академического стиля, бронзовый призёр летних Олимпийских игр в Мехико (1968)[113].
- Вучков, Юлиан (83) — болгарский литературовед, театральный критик и телеведущий[114].
- Еремеев, Дмитрий Евгеньевич (90) — советский и российский тюрколог и исламовед, доктор исторических наук (1971), заслуженный профессор МГУ (2008)[115].
- Кастильо, Моник (71) — французский философ[116].
- Кизимов, Иван Михайлович (91) — советский спортсмен-конник, двукратный чемпион летних Олимпийских игр: в Мехико (1968) и в Мюнхене (1972), заслуженный мастер спорта СССР (1968)[117].
- Мендел, Джоэл Майкл (54) — американский продюсер анимации[118].
- Нгуен Ван Бай (82—83) — вьетнамский лётчик-ас, Герой Народных Вооружённых сил Вьетнама[119].
- Соколов, Сергей Михайлович (74) — советский и российский инженер-строитель, доктор технических наук, генеральный директор «Гипротюменнефтегаза» (2007—2010)[120].
- Чекваидзе, Виктор Борисович (86) — советский и российский петрограф и геохимик, доктор геолого-минералогических наук, сотрудник ЦНИГРИ[121].
- Шара, Шандор (85) — венгерский кинорежиссёр, сценарист, кинооператор и актёр[122].
- Шопен, Виктор Пантелеймонович (81) — советский и российский организатор промышленного производства, генеральный директор АЭХК (1994—2008)[123].
- Эмметт, Андре (37) — американский баскетболист; убит[124].

## 21 сентября

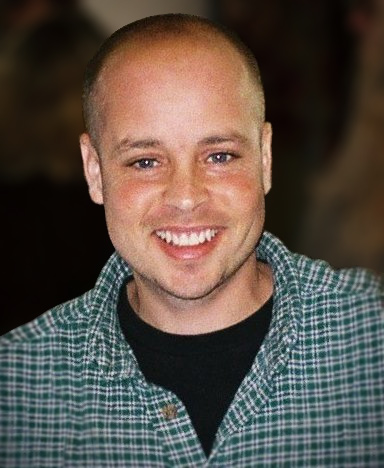
Арон Айзенберг

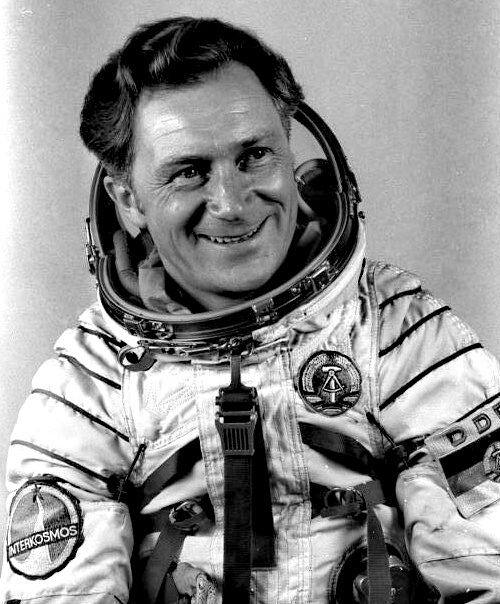
Зигмунд Йен

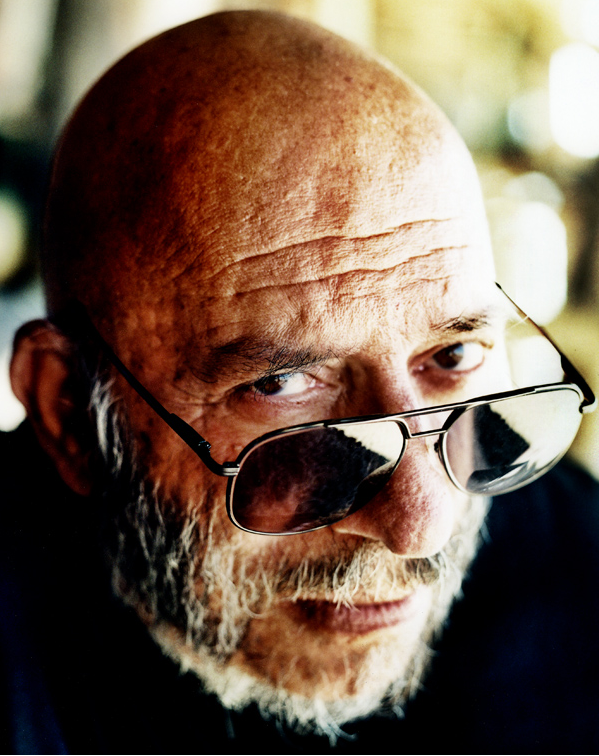
Сид Хэйг

- Айзенберг, Арон (50) — американский актёр[125].
- Ауэр, Герхард (76) — западногерманский гребец академического стиля, чемпион летних Олимпийских игр в Мюнхене (1972)[126].
- Браун, Уэйн (88) — канадский хоккеист[127].
- Доннер, Джек (90) — американский актёр[128].
- Йен, Зигмунд (82) — восточногерманский космонавт, Герой ГДР (1978), Герой Советского Союза (1978)[129].
- Йордан, Алеко (82) — турецкий футболист, выступавший за национальную сборную (1962)[130].
- Кунерт, Гюнтер (90) — немецкий писатель[131].
- Лебрун, Клод (90) — французская детская писательница[132].
- Ларднер, Джордж (85) — американский журналист, лауреат Пулитцеровской премии (1993)[133].
- Ларссон, Карин (78) — шведская пловчиха, бронзовый призёр чемпионата Европы по водным видам спорта в Будапеште (1958)[134].
- Малышев, Николай Григорьевич (74) — российский учёный в области информационных систем, член-корреспондент РАН (1991), заместитель председателя Совета Министров РСФСР — председатель Государственного комитета РСФСР по делам науки и высшей школы (1990—1991)[135].
- Нарамалли Сивапрасад (68) — индийский актёр и политик[136].
- Роуз, Кристофер (70) — американский композитор, лауреат Пулитцеровской премии (1993) и премии «Грэмми» (2002)[137].
- Тарасюк, Анатолий Петрович (60) — украинский учёный, первый проректор Украинской инженерно-педагогической академии[138].
- Тетерев, Борис Изидорович (65) — латвийский предприниматель, кинопродюсер и меценат[139].
- Хэйг, Сид (80) — американский актёр, кинопродюсер и музыкант[140].
- Цирков, Анатолий Иванович (85) — советский волейболист, игрок сборной СССР (1962), золотой медалист чемпионата мира в Москве (1962)[141].
- Чионгло, Мел (73) — филиппинский кинорежиссёр[142].
- Чурина, Валентина Николаевна (72) — российская актриса, артистка Красноярского ТЮЗа (с 1969 года), заслуженная артистка Российской Федерации[143].
- Шаньон, Наполеон (81) — американский антрополог, действительный член Национальной академии наук США (2012)[144].
- Шихсаидов, Амри Рзаевич (91) — советский и российский востоковед, доктор исторических наук (1976), профессор, заслуженный деятель науки Российской Федерации (1993)[145].

## 20 сентября

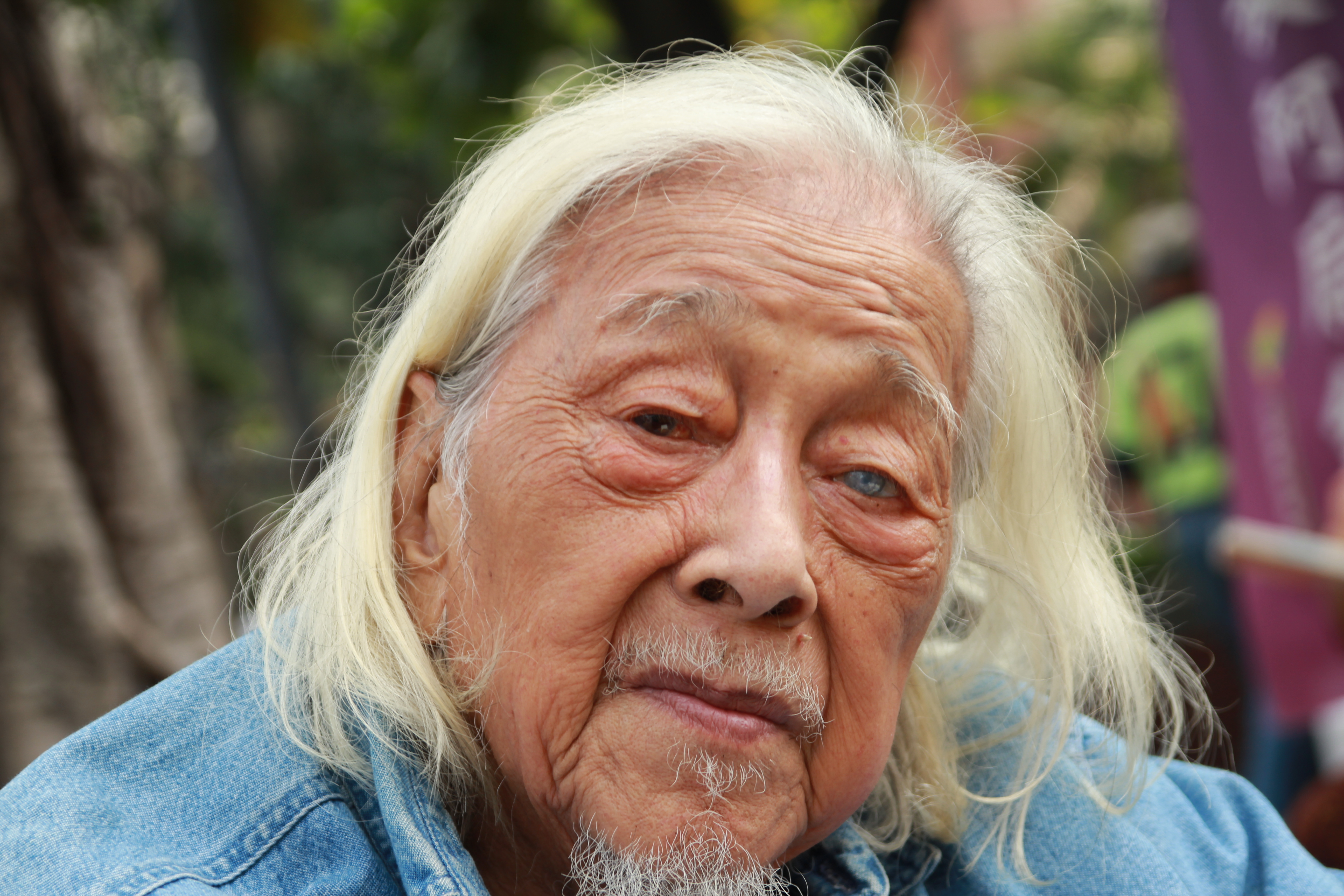
Су Бенг

- Алимов, Александр Фёдорович (85) — советский и российский гидробиолог, директор Зоологического института РАН (1994—2006), академик РАН (2000)[146].
- Атурури, Абрахам (68) — индонезийский государственный деятель, губернатор Западного Папуа (2006—2017)[147].
- Бернит, Майлс (80) — британский философ и историк философии, член Британской академии (1984)[148].
- Бойд, Роберт (91) — американский журналист, лауреат Пулитцеровской премии (1973)[149].
- Бородин, Анатолий Александрович (80) — советский и российский актёр театра и кино, солист Краснодарского музыкального театра (с 1975 года), заслуженный артист Российской Федерации (1995)[150].
- Брусенский, Валерий Александрович (69) — советский и российский трековый велосипедист и тренер, мастер спорта СССР, заслуженный тренер Украины[151].
- Ван Лой, Франк (69) — бельгийский велогонщик[152].
- Кантор, Анатолий Михайлович (96) — советский и российский искусствовед, заслуженный деятель искусств Российской Федерации[153]  (недоступная ссылка)</ref>.
- Мерлин, Жан (94) — американский актёр[154][155].
- Мискулин, Клаудио (65) — итальянский актёр и режиссёр[156].
- Самуэльсен, Эрик (63) — американский драматург[157].
- Скотт, Йонрико (63) — американский барабанщик[158].
- Су Бэн (100) — тайваньский диссидент, политический деятель и историк[159].
- Уотсон, Ричард (88) — американский философ[160].
- Шибанов, Игорь Георгиевич (75) — советский и российский актёр театра и кино, артист Ленинградского—Санкт-Петербургского ТЮЗа (с 1964 года), народный артист Российской Федерации (1994)[161].

## 19 сентября

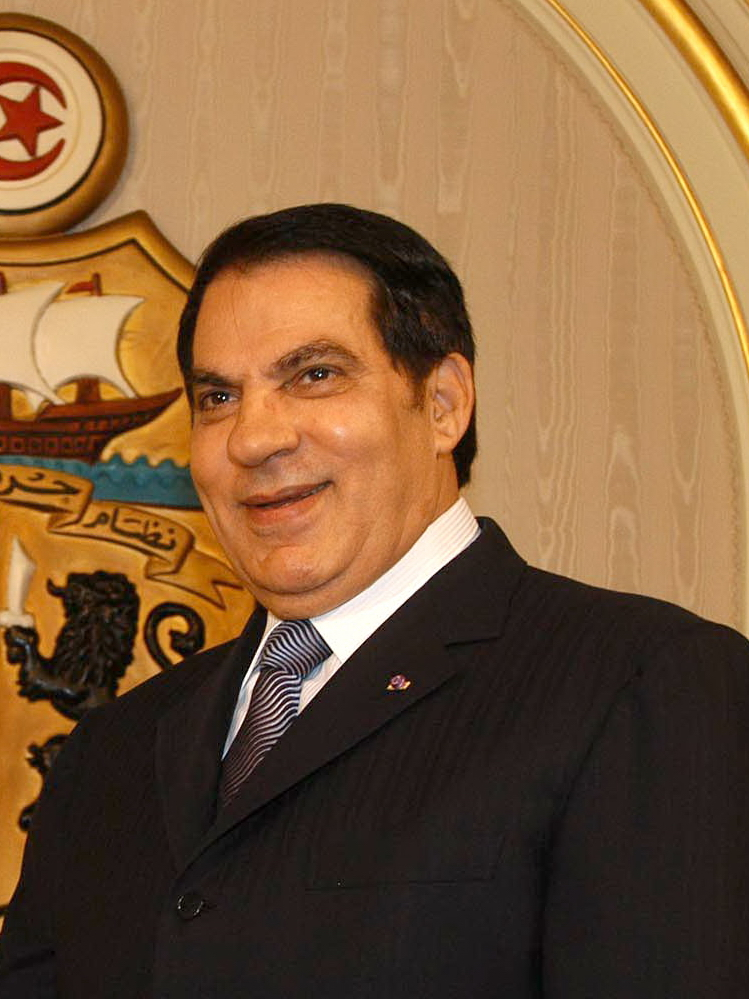
Зин аль-Абидин Бен Али

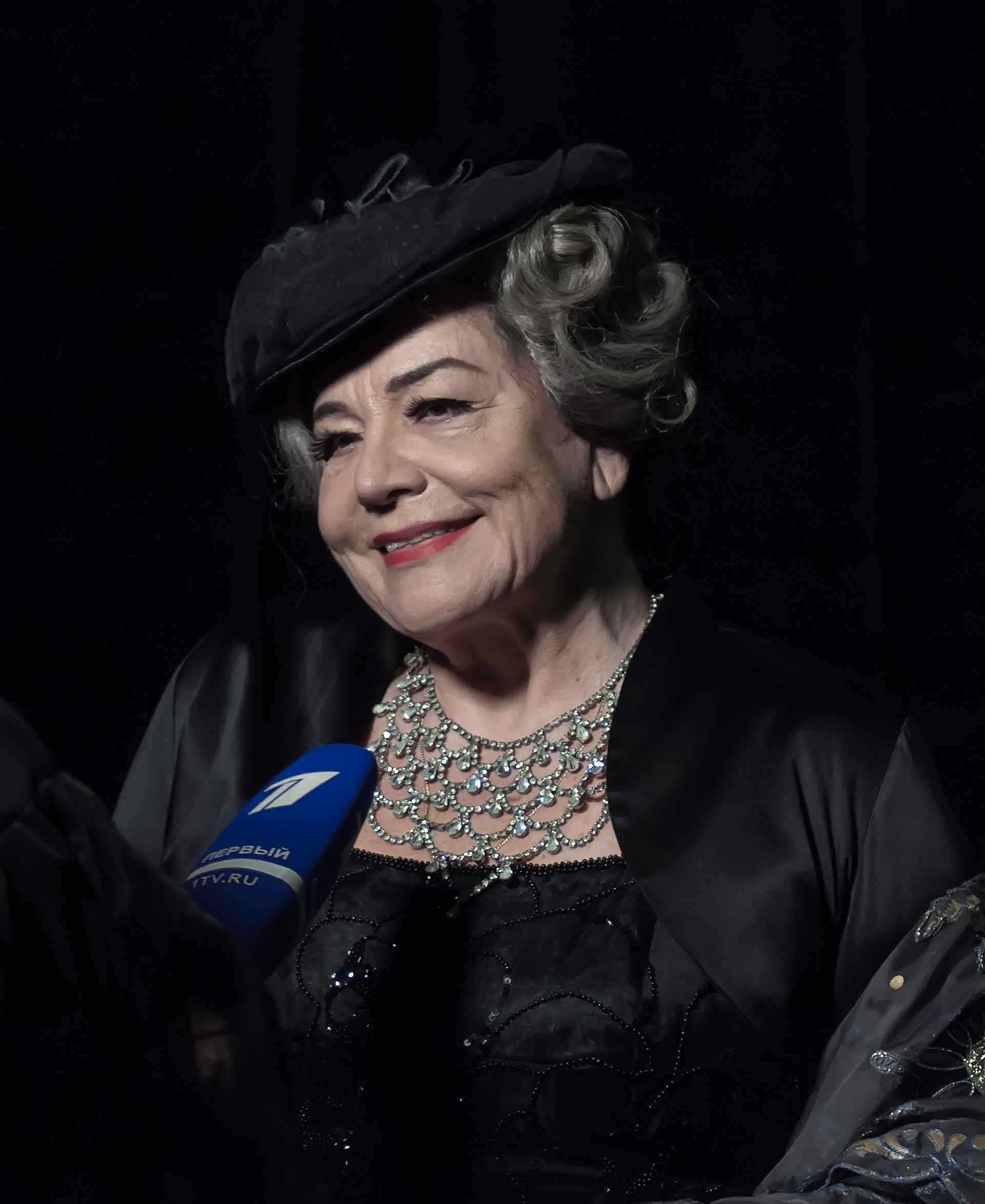
Ирина Богачёва

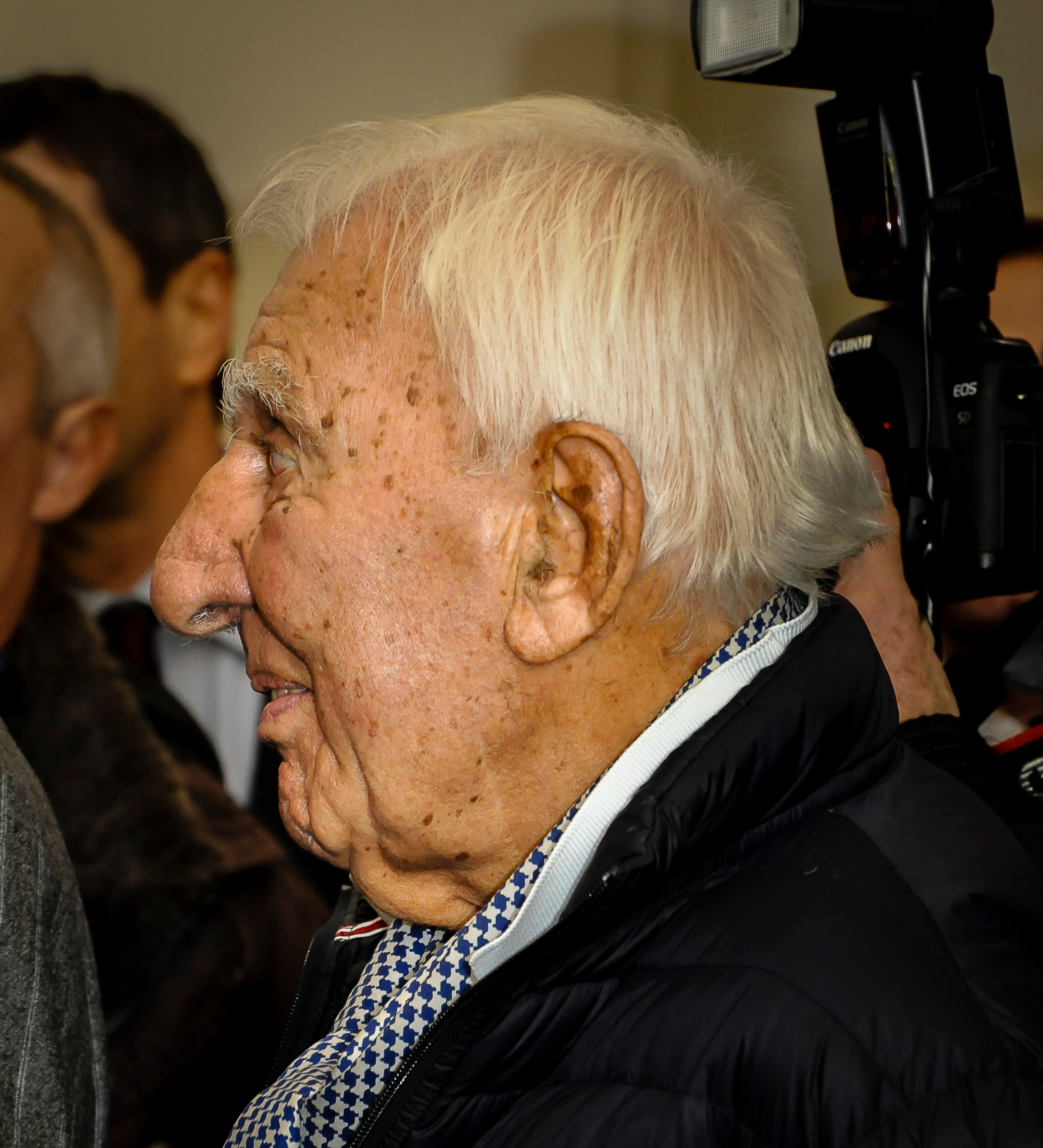
Шарль Жерар

- Афанасьев, Сергей Владимирович (56) — российский актёр театра и кино[162].
- Бен Али, Зин аль-Абидин (83) — тунисский государственный деятель, премьер-министр (1987) и президент (1987—2011) Туниса[163].
- Богачёва, Ирина Петровна (80) — советская и российская оперная и камерная певица (меццо-сопрано), народная артистка СССР (1976)[164][165].
- Гаулис, Мари (53) — швейцарская писательница[166].
- Годенко, Михаил Матвеевич (99) — советский и российский писатель, поэт, литературный деятель[167].
- Джонс, Сэнди (68) — ирландская певица[168].
- Жерар, Шарль (92) — французский актёр и режиссёр[169].
- Кроуэл, Вим (90) — нидерландский графический дизайнер[170].
- Кустет, Роберт (85) — французский историк[171].
- Павлович, Коча (57) — сербский и черногорский журналист, телеведущий, политический деятель и режиссёр-документалист[172].
- Ривас, Мария (59) — венесуэльская джазовая певица[173].
- Слесаренко, Наталия Александровна (75) — российский дерматовенеролог, доктор медицинских наук (1995), профессор кафедры дерматовенерологии и косметологии СГМУ[174].
- Уоллис, Ларри (70) — британский гитарист и автор песен (Pink Fairies, Motörhead)[175].
- Файнгольд, Марко (106) — австрийский узник нацистских концлагерей и еврейский общественный деятель[176].
- Ферре, Морис (84) — американский государственный деятель, мэр Майами (1973—1985)[177].
- Хеллингер, Берт (93) — немецкий психотерапевт[178]/
- Хилтон, Баррон (91) — американский предприниматель, президент компании «Hilton Hotels Corporation» (1966—2007), сын Конрада Хилтона[179].

## 18 сентября

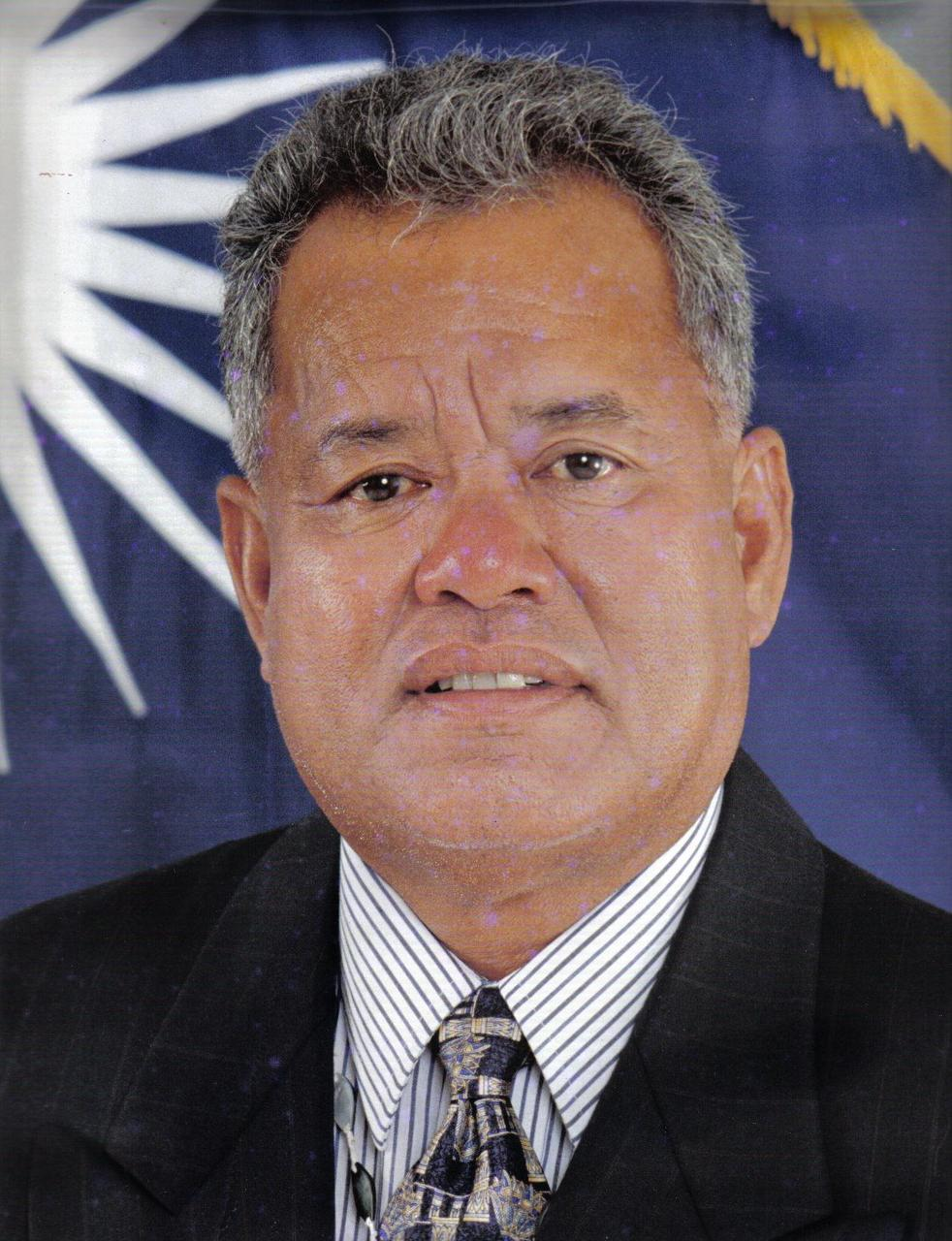
Имата Кабуа

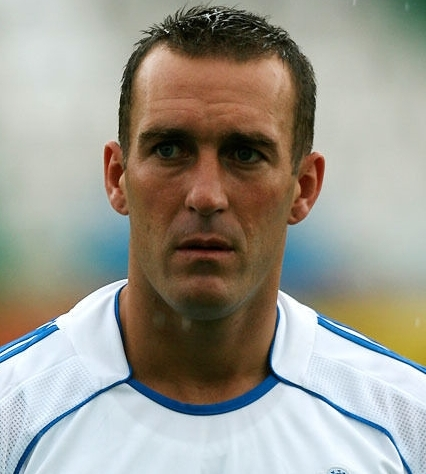
Фернандо Риксен

- Гибсон, Грэм (85) — канадский писатель, муж Маргарет Этвуд[180].
- Дарие, Александру (60) — румынский театральный режиссёр[181].
- Джоунс, Дэвид (88) — американский медицинский деятель, сооснователь (1961) и генеральный директор Humana[182].
- Кабуа, Имата (76) — государственный деятель Маршалловых островов, президент (1997—2000)[183].
- Литвак, Олег Михайлович (70) — советский и украинский юрист, доктор юридических наук (2002), профессор, и. о. Генерального прокурора Украины (1997—1998) [источник не указан 1081 день].
- Майнард, Келвин (32) — нидерландский футболист; убийство[184].
- Миллз, Тони (57) — британский рок-певец (Shy)[185].
- Митрапала Х. Р. (73) — шриланкийский государственный деятель, министр по делам потребителей (2007—2010)[186].
- Мудакумура, Сильвестр (64–65) — главнокомандующий военным крылом повстанческих Демократических сил освобождения Руанды, обвинялся Международным уголовным судом в военных преступлениях и преступлениях против человечности; убит[187].
- Рамсей, Шиам (67) — индийский кинорежиссёр[188][189].
- Риксен, Фернандо (43) — нидерландский футболист, выступавший за национальную сборную (2001—2003)[190].
- Русанов, Евгений Александрович (86) — генерал-полковник авиации, заслуженный военный лётчик СССР, лауреат Премии Правительства РФ[191].
- Шишкин, Сергей Борисович (71) — советский и российский художник[192].
- Эль-Ораби, Ибрагим (88) — египетский военный деятель, начальник штаба Египетских вооружённых сил (1983—1987)[193].

## 17 сентября

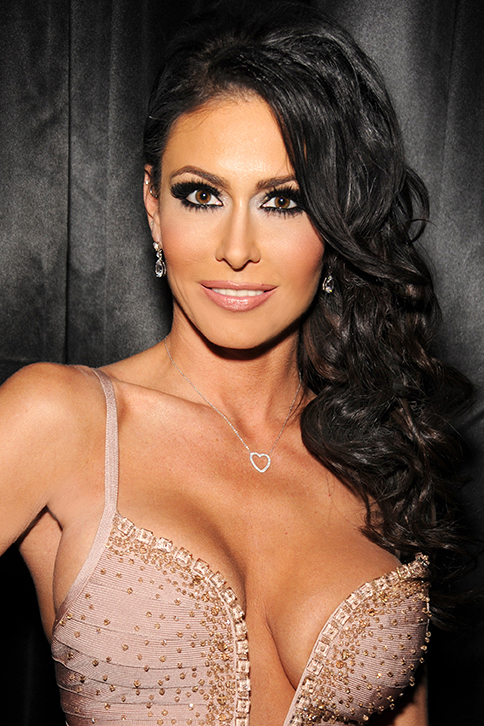
Джессика Джеймс

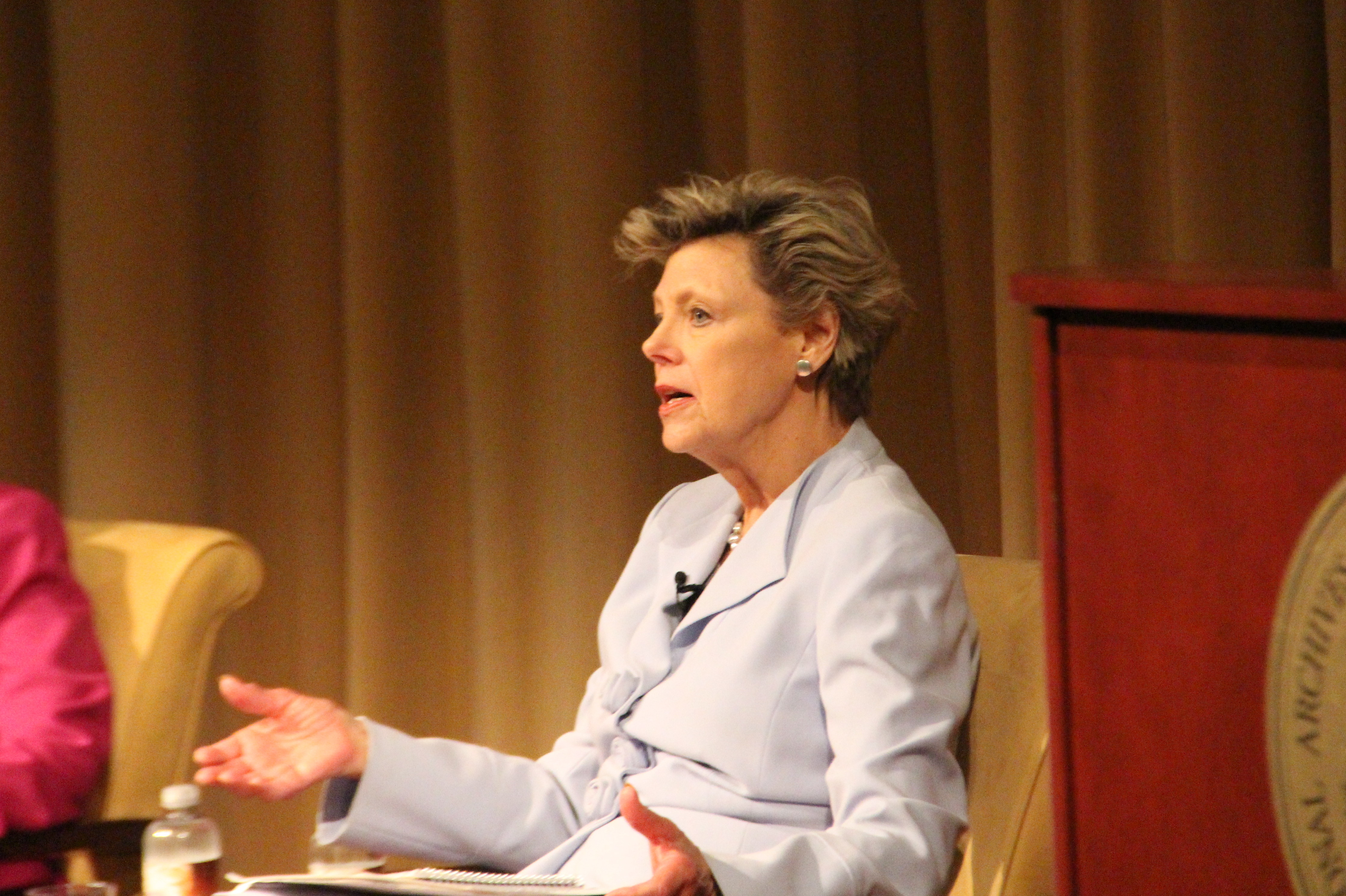
Коки Робертс

- Бехтерев, Александр Николаевич (66) — российский физик, доктор физико-математических наук (2008), профессор кафедры прикладной и теоретической физики МГТУ[194].
- Вайенберг, Даниел (89) — нидерландский пианист и композитор[195].
- Гинеев, Анатолий Михайлович (80) — советский и российский биолог и охотовед[196].
- Дамиани, Доминик (66) — французская велогонщица[197].
- Джеймс, Джессика (40) — американская порноактриса[198].
- Е Сюаньпин (94) — китайский государственный и партийный деятель, первый заместитель председателя ВК НПКСК (1993—2003)[199].
- Зенков, Виктор Егорович (66) — советский и российский военный лётчик, доктор исторических наук, профессор[200].
- Кабанов, Юрий Борисович (80) — советский и российский художник-график, заслуженный художник Российской Федерации (2002)[201].
- Кастель, Колетт (82) — французская актриса[202][203].
- Ле-Тан, Пьер (69) — французский художник[204].
- Маберн, Харольд (83) — американский джазовый пианист[205].
- Робертс, Коки (75) — американская журналистка[206].
- Сырнев, Виктор Александрович (77) — советский и киргизский художник-ювелир, народный художник Киргизии, иностранный член РАХ (2013)[207].
- Угорская, Дина Анатольевна (46) — немецкая пианистка[208].
- Успенский, Валерий Всеволодович (80) — советский и российский хоровой дирижёр, народный артист Российской Федерации (2008)[209].
- Уэнг, Сюзанна (56) — американская актриса[210][211].
- Хаддад, Мусса (81) — французский кинорежиссёр[212].
- Эдвардс, Майкл (88) — британский предприниматель, генеральный директор British Leyland Motor Corporation (1977—1982)[213].
- Яковлев, Александр Фёдорович (84) — советский и российский генетик животных, член-корреспондент РАСХН (1999—2014), член-корреспондент РАН (2014)[214].

## 16 сентября

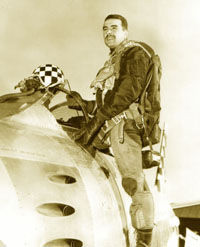
Генри Баттелман

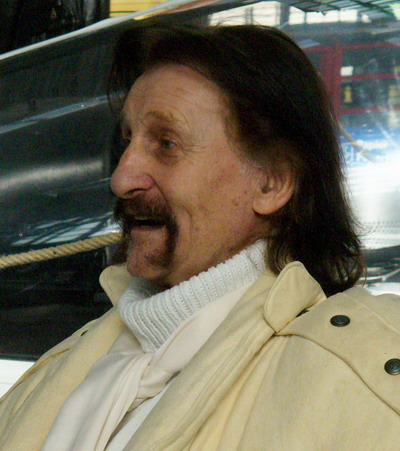
Луиджи Колани

- Балтагулов, Избасар Балтагулович (89) — советский и казахстанский писатель и общественный деятель[215].
- Баттелмэн, Генри (90) — лётчик-ас ВВС США Корейской и Вьетнамской войн[216].
- Галлаи, Петер (65) — венгерский композитор[217].
- Гладченко, Александр Сергеевич (51) — белорусский тренер по водным видам спорта[218].
- Далачинский, Стив (72) — американский поэт[219].
- Дуке де Оспина, Ольга (89) — колумбийский государственный деятель, министр образования (1996—1997), губернатор департамента Уила (1974—1975)[220].
- Инграссия, Пол (69) — американский журналист, лауреат Пулитцеровской премии (1993)[221].
- Карничар, Даво (56) — словенский альпинист, первым спустившийся на лыжах с вершины Эвереста (2000); несчастный случай[222].
- Колани, Луиджи (91) — немецкий промышленный дизайнер[223].
- Колычёв, Юрий Осипович (90) — советский и российский актёр, артист «Ленкома» (с 1957 года), народный артист РСФСР (1989)[224].
- Коэн, Джон (87) — американский музыкант[225].
- Маковецкий, Василий Яковлевич (88) — советский и российский крымский писатель[226].
- Морозов, Николай Андреевич (83) — советский и российский художник, заслуженный работник культуры РСФСР[227].
- Пыжиков, Александр Владимирович (53) — российский историк и государственный деятель, доктор исторических наук (1999), профессор (2001), заместитель министра образования и науки Российской Федерации (2003—2004)[228].
- Рингельхейм, Фулек (81) — бельгийский писатель[229].
- Сафиуллин, Марс Галимович (67) — советский и российский башкирский танцовщик и хореограф, народный артист Башкирской АССР (1989)[230].
- Стасюк, Игорь Васильевич (80) — советский и украинский физик, член-корреспондент НАН Украины (1995)[231].
- Терк, Брайан (49) — американский киноактёр[232].
- Фогель, Вик (84) — канадский джазовый музыкант и дирижёр[233].
- Штернгель, Александр Максимович (63) — российский футбольный арбитр, бывший генеральный директор Коллегии футбольных арбитров[234].

## 15 сентября

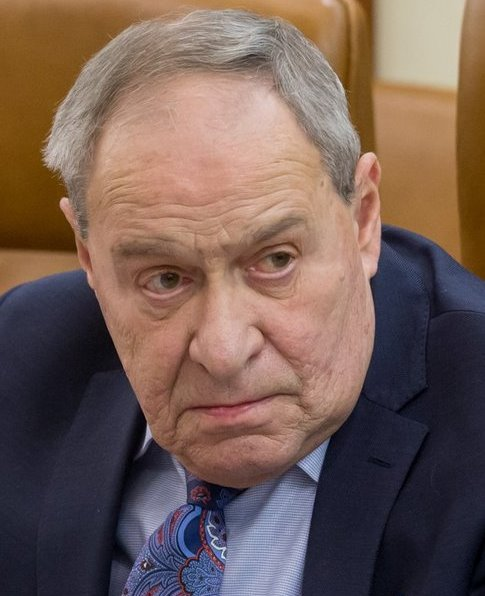
Виктор Ивантер

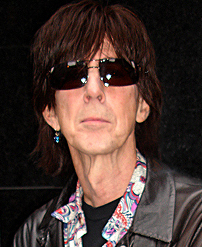
Рик Окасек

- Альварадо, Фаусто (69) — перуанский юрист, историк и государственный деятель, министр юстиции (2002—2004)[235].
- Бырдин, Юрий Николаевич (69) — российский предприниматель и общественный деятель, основатель музея истории камнерезного и ювелирного искусства[236].
- Ивантер, Виктор Викторович (83) — советский и российский экономист, директор Института народнохозяйственного прогнозирования РАН (1997—2017), академик РАН (2000)[237].
- Леаль, Роберто (67) — португальский и бразильский певец[238].
- Михайлова, Елена Дмитриевна (87) — советский и российский музейный работник, заслуженный работник культуры Российской Федерации[239].
- Ньюман, Филлис (86) — американская актриса и певица[240].
- Окасек, Рик (75) — американский музыкант и музыкальный продюсер[241].
- Орлов, Анатолий Николаевич (82) — советский хоккеист, серебряный призёр чемпионата СССР по хоккею (1961) в составе клуба Торпедо (Горький)[242].
- Сарда Сакрисиан, Андрес (90) — испанский модельер[243].
- Степанов, Пётр Григорьевич (66) — российский театральный деятель, директор Русского драматического театра Улан-Удэ, заслуженный работник культуры России[244].
- Хаген, Марк фон (80) — американский историк-славист, декан факультета истории, философии и религиоведения Университета штата Аризона[245].
- Херст, Дэвид (93) — британский актёр[246][247].
- Шуа, Лол Махамат (80) — чадский государственный деятель, президент Чада (1979)[248].
- Эдвардс, Майкл (88) — британский предприниматель, председатель British Leyland (1977—1982)[249].
- Эс-Себси, Шазиля (83) — первая леди Туниса (2014—2019), вдова Бенджи Каида Эс-Себси[250].

## 14 сентября

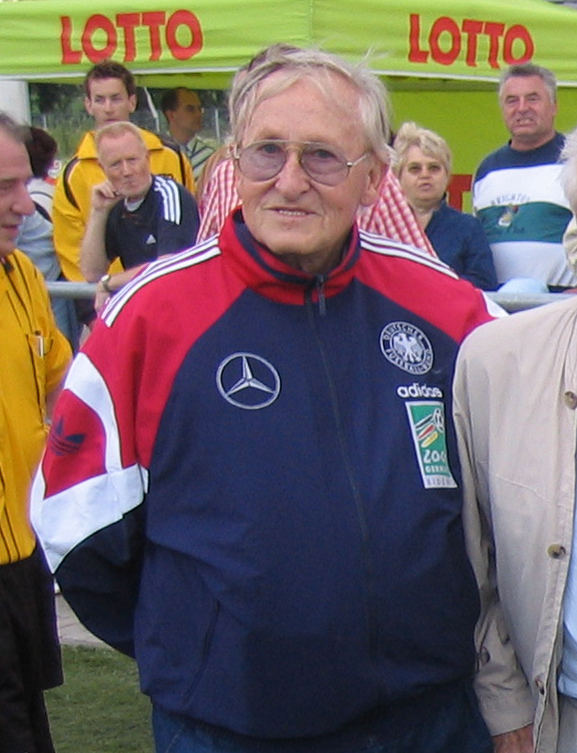
Руди Гуттендоф

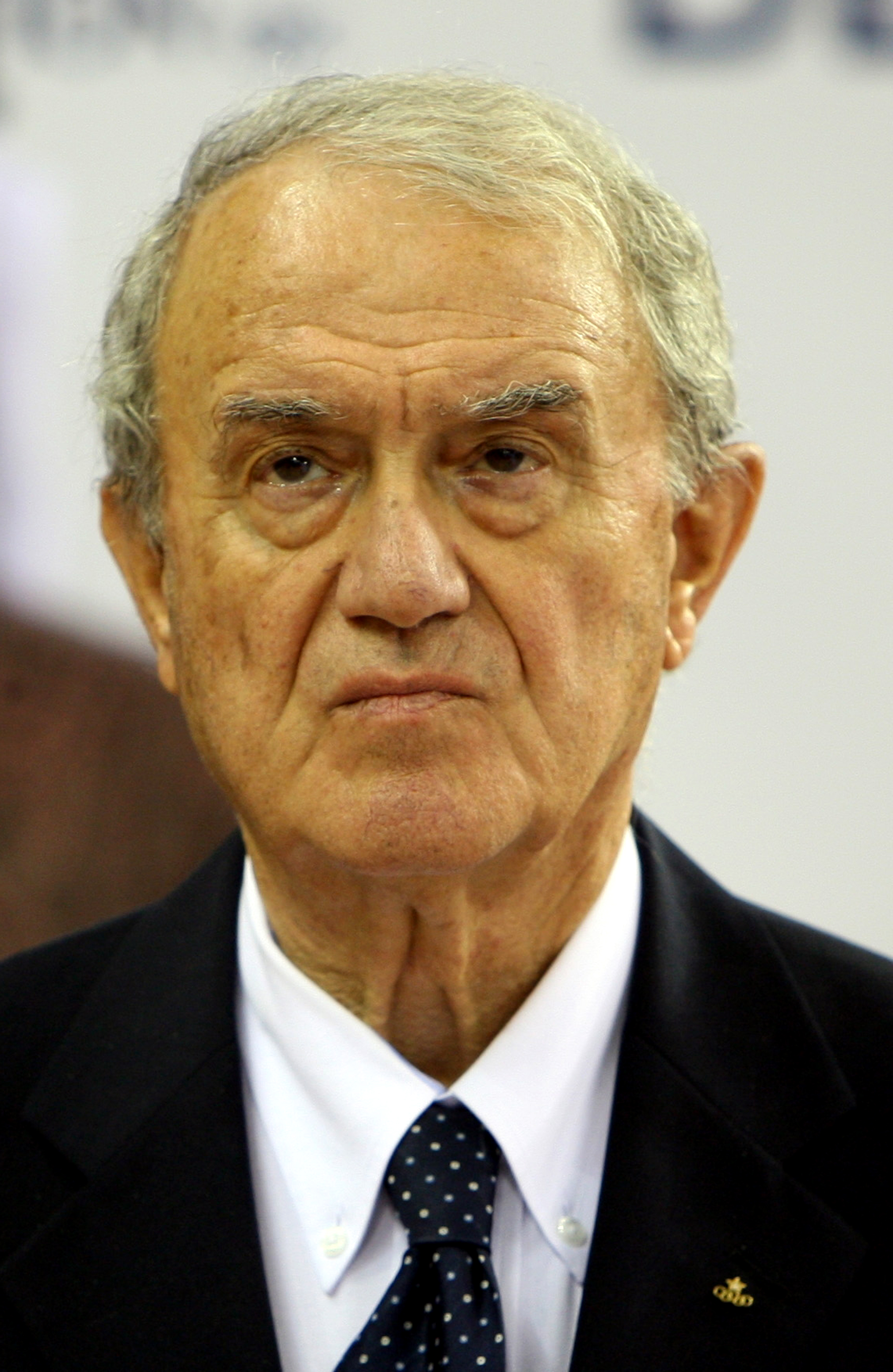
Бруно Гранди

- Боковенко, Валерий (73) — российский художник-постановщик кино; ДТП[251].
- Ванеев, Анатолий Николаевич (94) — советский и российский библиотековед, доктор педагогических наук (1982), профессор кафедры библиотековедения и теории чтения СПбГИК (1983)[252].
- Глинкина, Лидия Андреевна (89) — советский и российский филолог-русист, доктор филологических наук (1998), профессор кафедры русского языка и методики обучения русскому языку (1992) ЧГПУ[253].
- Гутендорф, Руди (93) — немецкий футболист и футбольный тренер[254].
- Муса Сиражи (80) — советский и российский поэт и публицист, писавший на башкирском и татарском языках[255].
- Очоа Феликс, Клаудия (32) — мексиканская фотомодель и блогер[256].
- Пайпер, Джулиан (72) — британский гитарист и певец[257]
- Рахманин, Павел Петрович (88) — советский и российский государственный деятель и учёный, доктор ветеринарных наук[258].
- Таиров, Таир (71) — азербайджанский художник, народный художник Азербайджана (2013)[259].
- У Игун (80) — китайский кинорежиссёр и продюсер[260].
- Шауэр, Мик — американский рок-музыкант (Clutch)[261].
- Шафран, Сам (84) — французский художник[262].

## 13 сентября

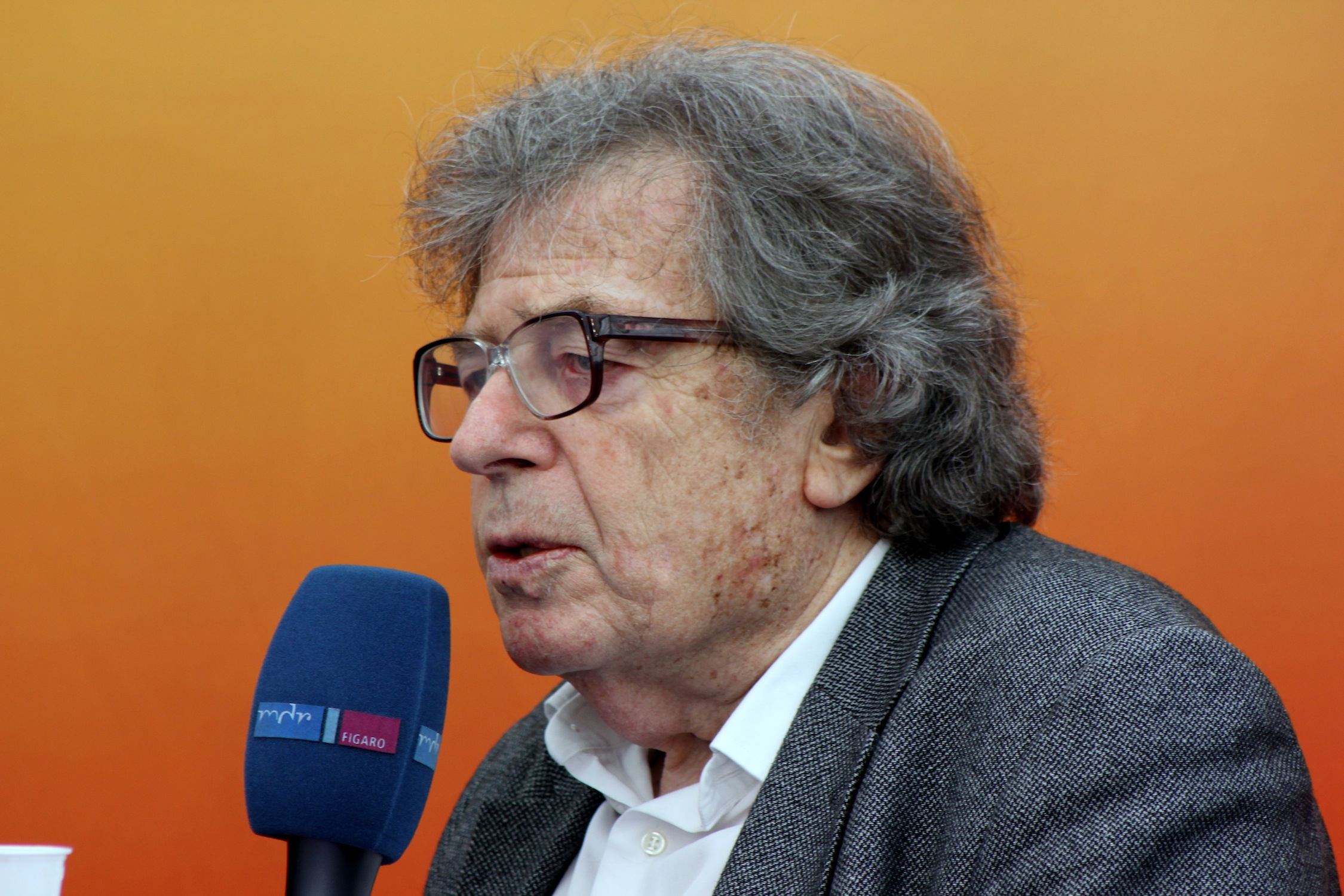
Дьёрдь Конрад

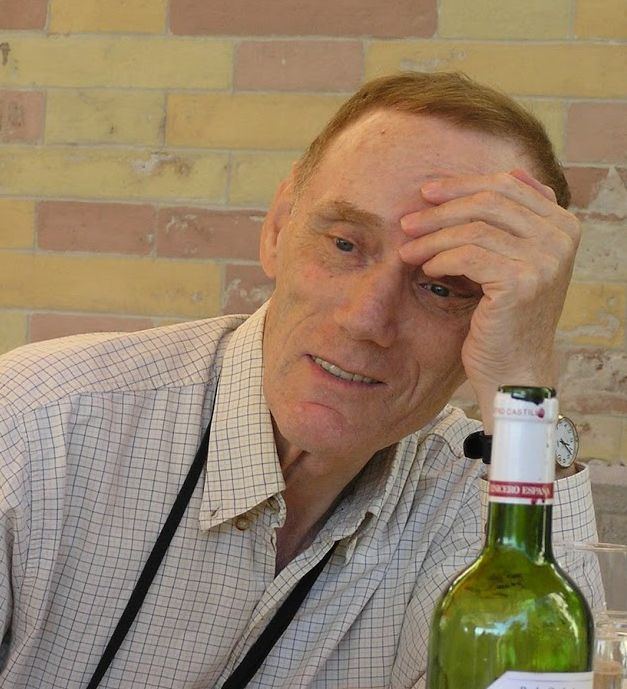
Михаил Корхов

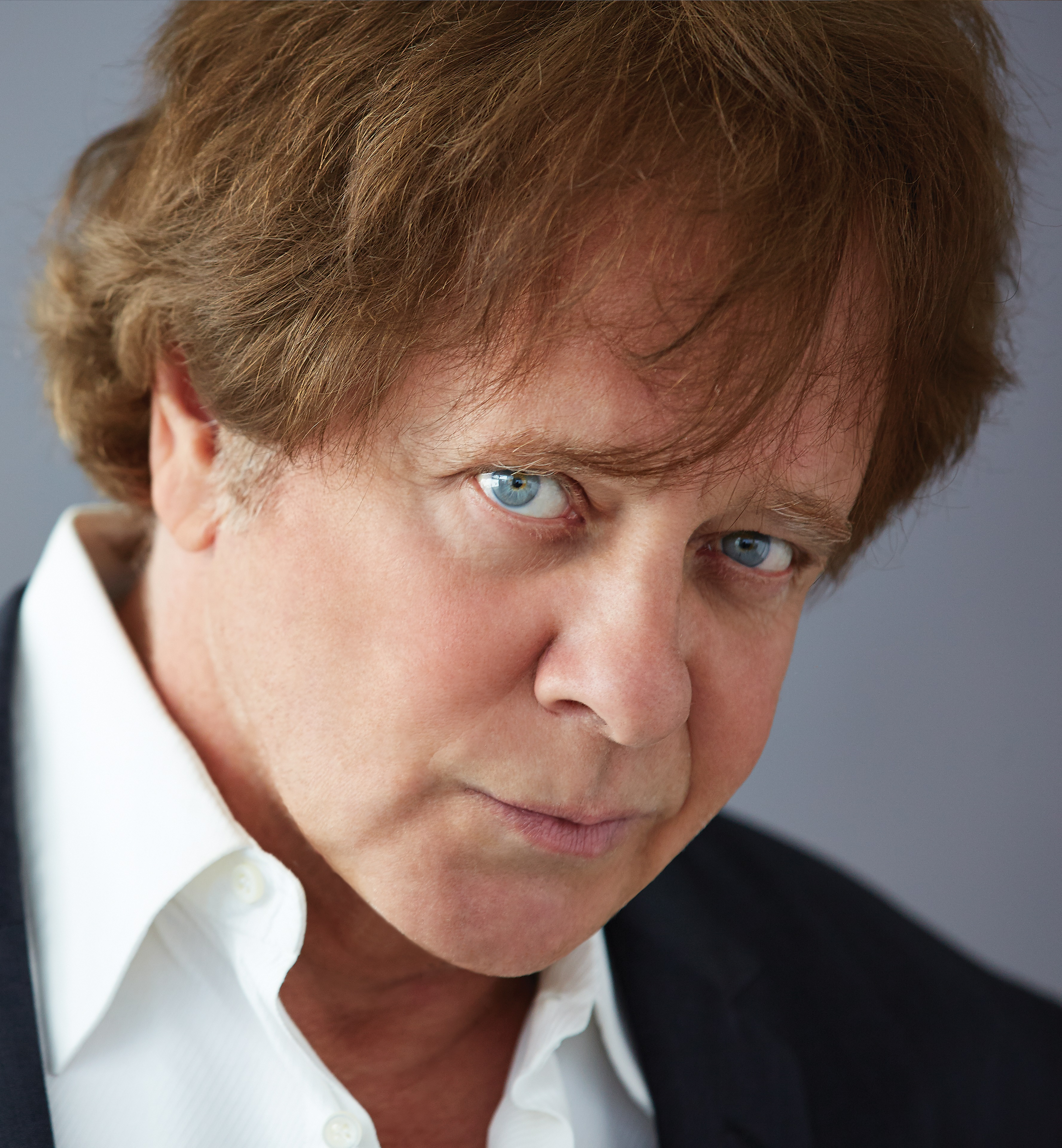
Эдди Мани

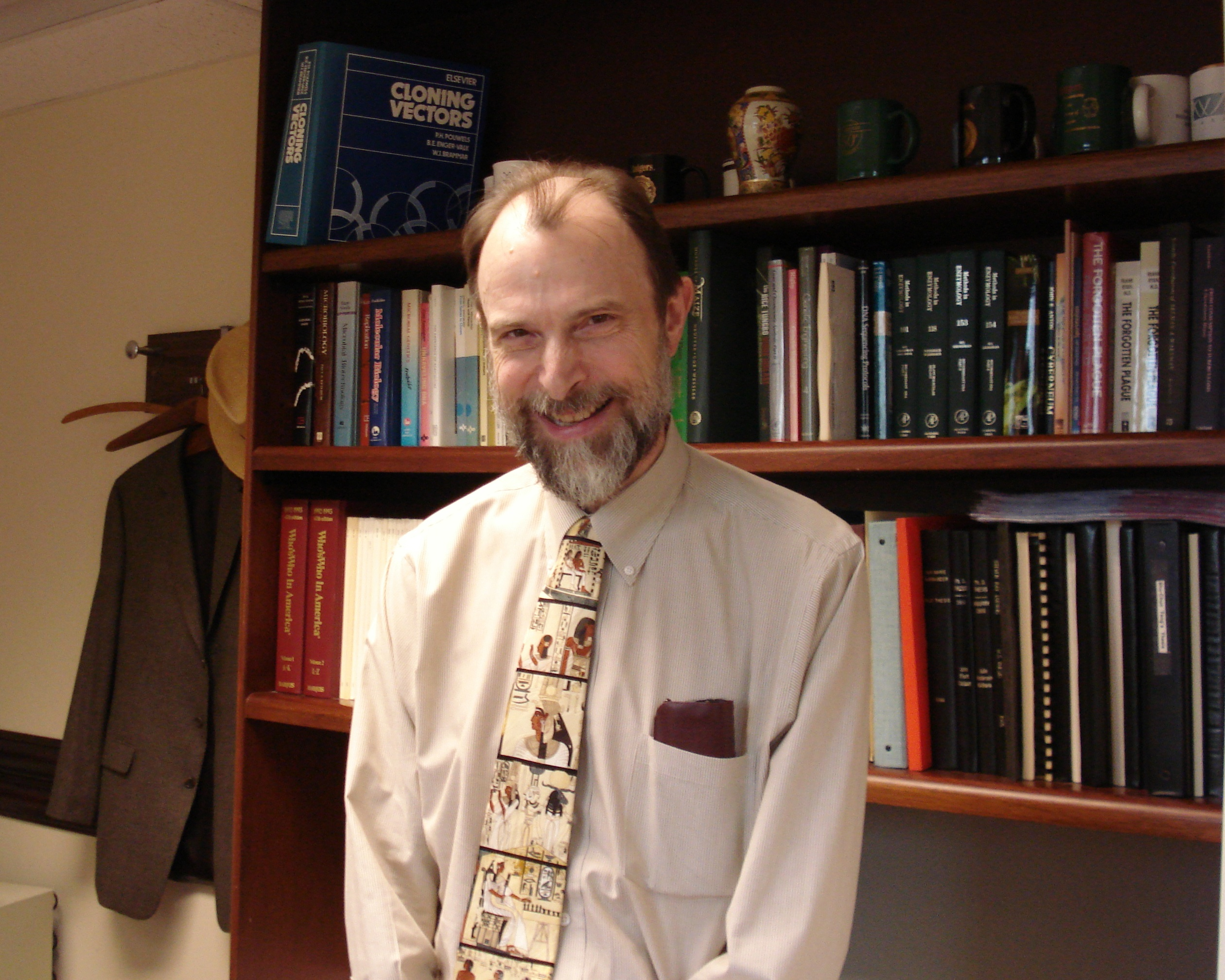
Иоахим Мессинг

- Асгаролади, Асодалла (85) — иранский бизнес-магнат, миллиардер[263].
- Валаоритис, Нанос (98) — греческий писатель[264].
- Гранди, Бруно (85) — деятель итальянского и международного олимпийского движения, президент Международной федерации гимнастики (1996—2016)[265].
- Захаров, Василий Николаевич (81) — ректор ВГУВТ (1977—2007), доктор технических наук, профессор, заслуженный деятель науки и техники Российской Федерации[266].
- Идрисов, Абильфаиз Идрисович (89) — советский и казахстанский журналист и писатель, отец Ерлана Идрисова[267].
- Кей, Фрэнк (60) — британский писатель[268].
- Конрад, Дьёрдь (86) — венгерский писатель[269].
- Корхов, Михаил Владимирович (82) — советский и украинский спортсмен (шашки), чемпион СССР (1958 и 1960)[270].
- Лебедянский, Михаил Сергеевич (80) — советский и российский искусствовед, доктор искусствоведения, профессор, заслуженный деятель искусств Российской Федерации, почётный член РАХ (2004)[271].
- Мани, Эдди (70) — американский рок-певец, автор песен[272].
- Мессинг, Иоахим (73) — немецко-американский молекулярный биолог, член Национальной академии наук США (2015)[273].
- Турк, Брайан (49) — американский актёр[274].
- Уилсон, Джозеф Питер (84) — американский лыжник и бобслеист, бронзовый призёр чемпионата мира по бобслею в Санкт-Морице (1965)[275].
- Хондрос, Анастасиас Деметриос (89) — греческий учёный: химик, материаловед, металлург, профессор.
- Цветков, Игорь Анатольевич (58) — российский учёный, доктор технических наук (1998), профессор кафедры вычислительной и прикладной математики РГРТУ (2001)[276].
- Шендель, Владимир Степанович (83) — советский и украинский художник, народный художник Украины[277].
- Эспина, Рене (89) — филиппинский политический и государственный деятель, губернатор Себу (1963—1968)[278].

## 12 сентября

Сергей Мареев

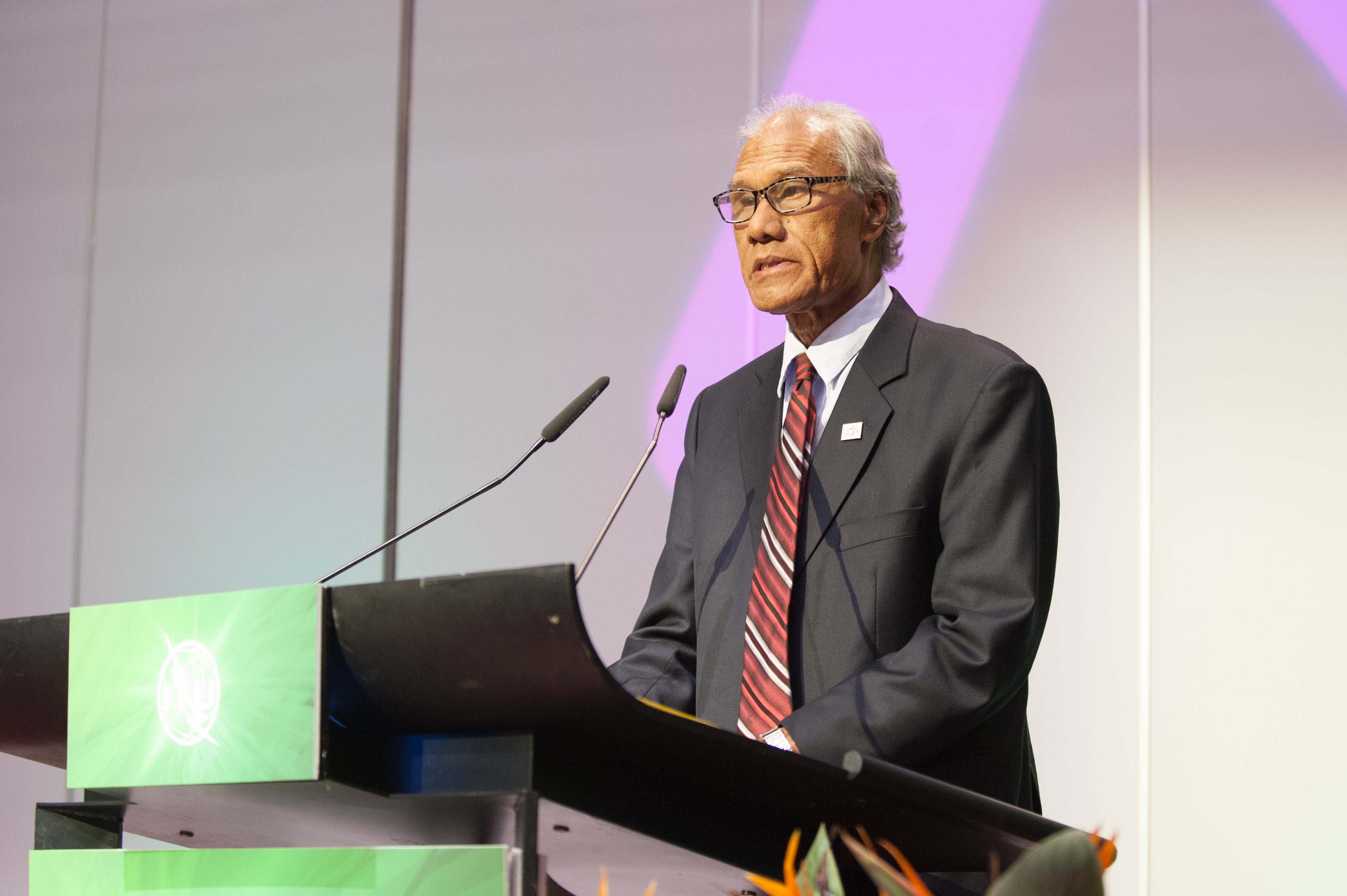
Акилиси Похива

- Бабуляль, Линда (78) — тринидадский государственный деятель, президент Сената Тринидада и Тобаго (2002—2007)[279].
- Лайла, Ида (75) — индонезийская певица[280].
- Манасерян, Левон Айрапетович (94) — советский и армянский художник, заслуженный художник Армянской ССР (1983)[281].
- Мареев, Сергей Николаевич (78) — советский и российский философ, доктор философских наук, профессор[282].
- Мартон, Ласло (76) — венгерский театральный деятель, главный режиссёр Будапештского театра комедии (1987—2017)[283].
- Паскаль, Филипп (63) — французский певец[284].
- Похива, Акилиси (78) — тонганский государственный деятель, премьер-министр Тонга (с 2014 года)[285].
- Семенихин, Сергей Владимирович (74) — советский и российский программист, доктор технических наук, профессор, заслуженный деятель науки Российской Федерации (2002), сын В. С. Семенихина[286].

## 11 сентября

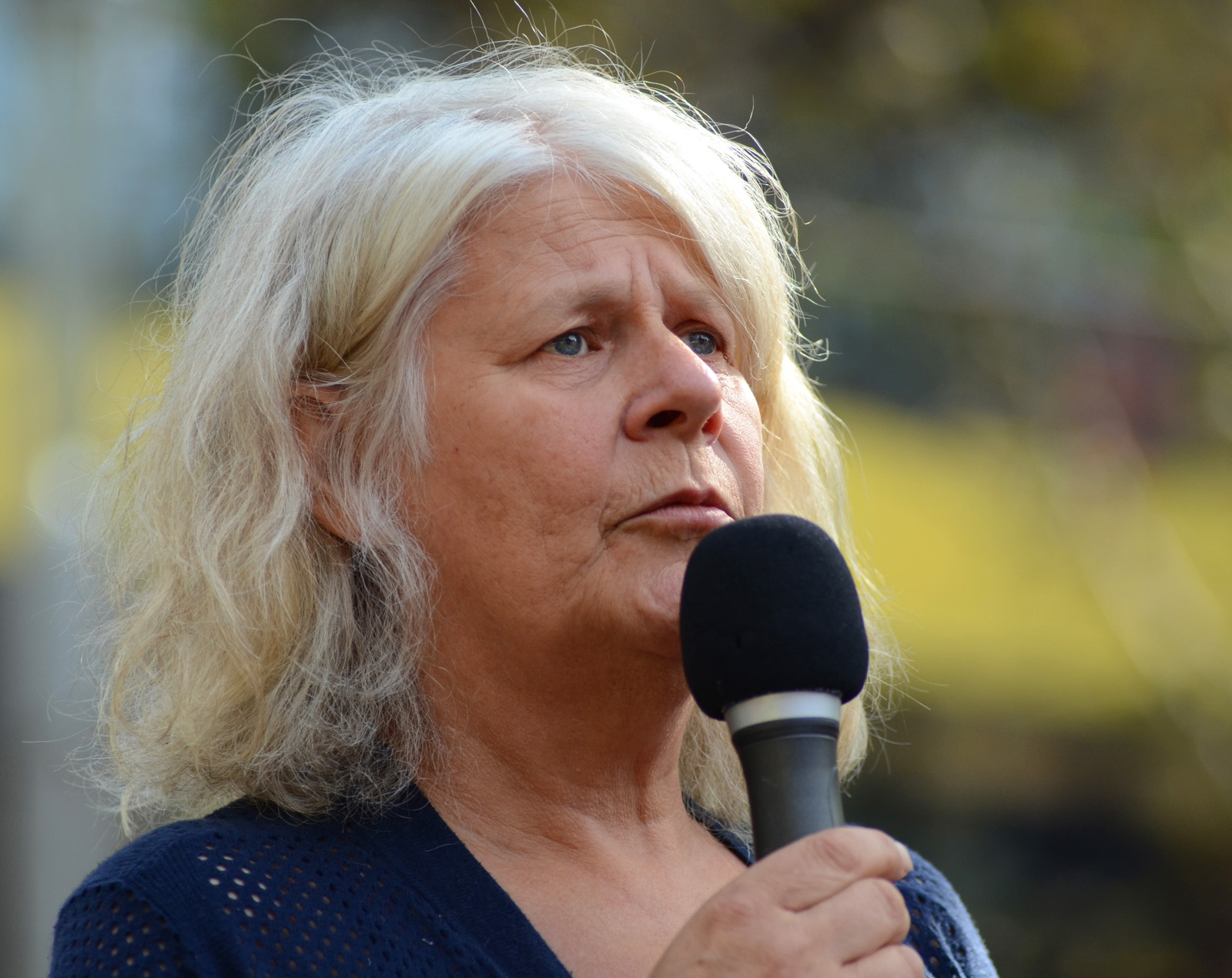
Пенни Веттен

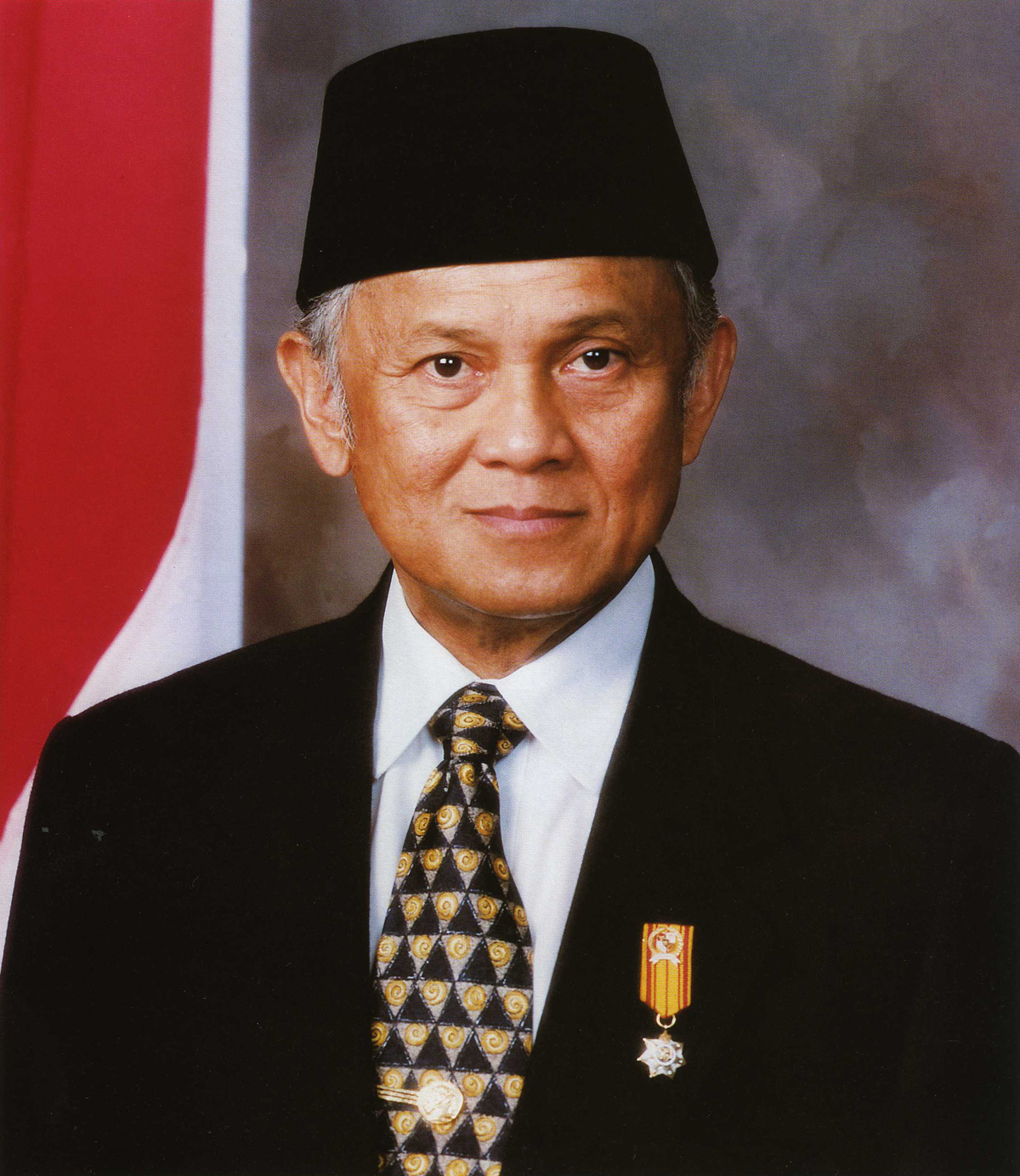
Юсуф Хабиби

- Базазьянц, Стелла Борисовна (84) — советский и российский искусствовед, академик РАХ (2012)[287].
- Басан Сендер, Карлос (81) — перуанский государственный деятель, министр здравоохранения (1985)[288].
- Веттен, Пенни (61) — австралийский климатолог и эксперт по прогнозированию региональных изменений климата[289].
- Кушельман, Валерий Яковлевич (82) — советский и российский специалист по авиационному бортовому оборудованию, доктор технических наук, заслуженный работник транспорта Российской Федерации (2013)[290].
- Лазарева, Дина Наумовна (97) — советский и российский фармаколог, доктор медицинских наук (1962), профессор (1963), заслуженный деятель науки Российской Федерации (1995)[291].
- Мартин, Мардик (82) — американский киносценарист[292].
- Мейнард, Жан-Клод (67) — французский художник[293].
- Омонов, Муслим (23) — узбекский боец смешанных единоборств, семикратный чемпион Узбекистана по кикбоксингу[294].
- Пикенс, Томас Бун (91) — американский миллиардер, трейдер и филантроп[295].
- Постойко, Мария Севастьяновна (69) — молдавский политический деятель, депутат парламента Молдовы (с 1998 года)[296].
- Пшегусова, Галина Султановна (66) — российский филолог, доктор философских наук (2003), профессор кафедры английского языка гуманитарных факультетов ЮФУ[297].
- Райк, Ласло (70) — венгерский архитектор, диссидент и художник-постановщик кино и театра[298].
- Саллех, Шафи (73) — малайзийский государственный деятель, министр высшего образования (2004—2006)[299].
- Сиддонс, Энн (83) — американская писательница[300].
- Тертулиан, Николас (90) — румынский и французский философ[301].
- Тот, Шандор (80) — венгерский поэт и политический деятель, депутат Национального собрания Венгрии (1990—1994)[302].
- Хабиби, Бухаруддин Юсуф (83) — индонезийский государственный деятель, президент Индонезии (1998—1999)[303].
- Хухлаева, Ольга Владимировна (66) — российский психолог, доктор педагогических наук (2002), профессор кафедры «Этнопсихология и психологические проблемы поликультурного образования» МГППУ[304].
- Шимчак, Збигнев (67) — польский шахматист, международный мастер (1976). Чемпион Польши (1983)[305].
- Шумейко, Виктор Иванович (79) — ректор РГСУ (1987—2007), профессор, почётный член РААСН[306].

## 10 сентября

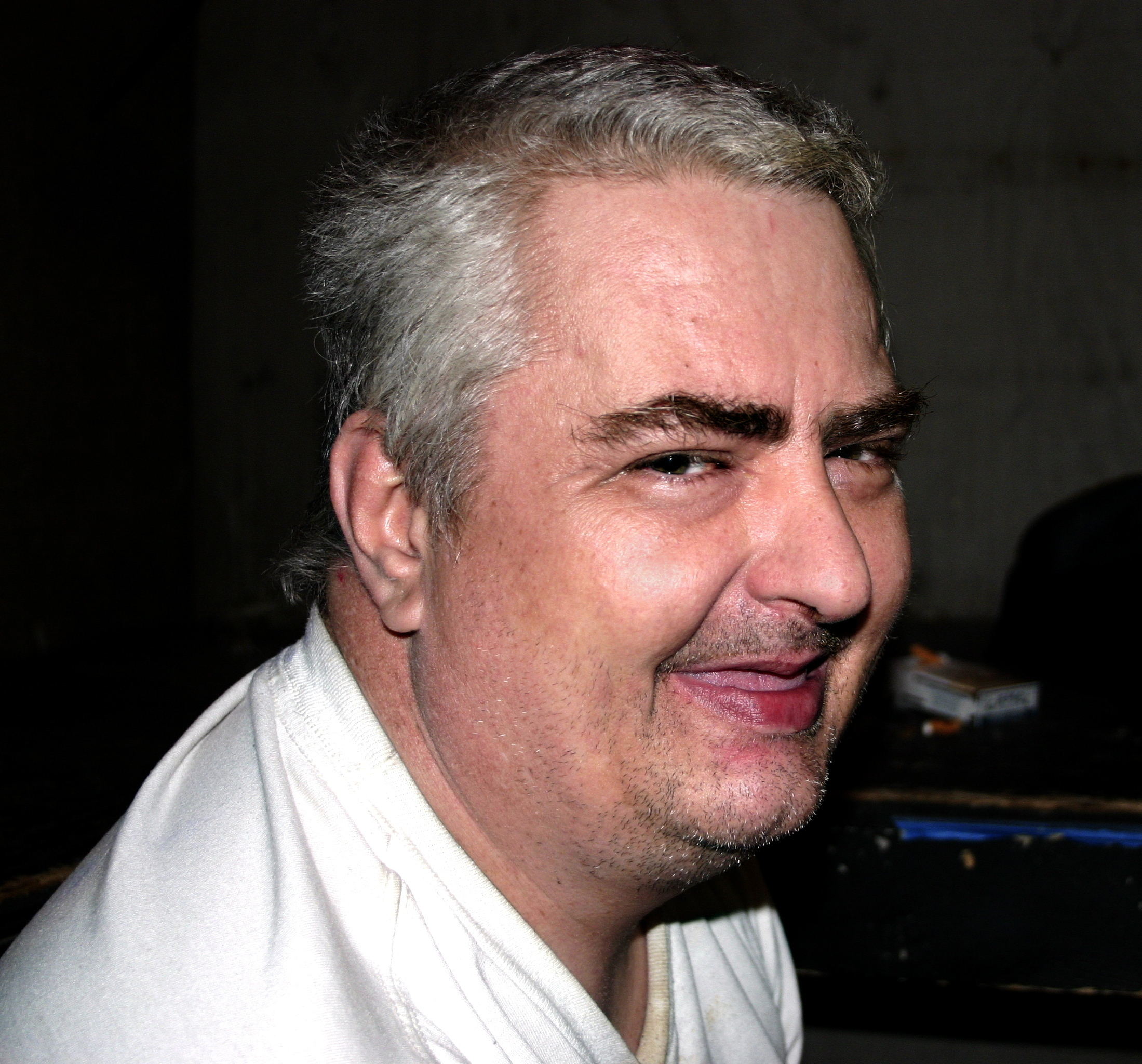
Дэниел Джонстон

Харун Мат Пиах

- Бруни, Роберто (70) — итальянский государственный деятель, мэр Бергамо (2004—2009)[307].
- Гек, Марк Константинович (86) — советский футболист, выступавший за клуб «Зенит» (Ленинград) (1956—1961)[308].
- Делле Кьяйе, Стефано (82) — итальянский политический деятель, основатель организации «Национальный авангард»[309].
- Джонстон, Дэниел (58) — американский певец, автор песен, музыкант, художник[310].
- Кузнецов, Борис Сергеевич (62) — российский государственный деятель, полномочный представитель президента в Воронежской области (1994—2000)[311].
- Лончар, Бранислав (81) — югославский спортсмен по стрельбе, серебряный призёр чемпионата Европы по стрельбе в Бухаресте (1965)[312].
- Мануццо, Сальваторе (89) — итальянский писатель и политический деятель, член Палаты депутатов Италии (1976—1987)[313].
- Масленников, Игорь Борисович (79) — советский и российский спортивный журналист, председатель правления Федерации спортивных журналистов России[314].
- Мнацаканова, Елизавета Аркадьевна (97) — русская и австрийская поэтесса и переводчик[315].
- Мурашкин, Борис Михайлович (84) — советский и российский физик-ядерщик[316].
- Нурсат, Мерген-оол Ховалыгович (72) — советский и российский тувинский композитор[317].
- Ван Ост, Валери (75) — британская актриса[318].
- Разин, Альберт Алексеевич (79) — российский удмуртский учёный и общественный деятель; самоубийство[319].
- Рамзи, Хоссам (65) — египетский композитор и музыкант[320].
- Таранухин, Юрий Константинович (75) — советский и российский тренер и судья международной категории по гандболу[321].
- Томпсон, Грег (72) — канадский государственный деятель, министр по делам ветеранов (2006—2010)[322].
- Туран, Сулейман (82) — турецкий актёр[323].
- Фенхольт, Джефф (68) — американский певец и актёр[324].
- Холлинсхед, Ариэль (90) — американская исследовательница рака[325].
- Хадури, Нодар (49) — грузинский государственный деятель, министр финансов Грузии (2012—2016)[326].
- Харун Мат Пиах (81) — малайзийский филолог; ДТП[327].
- Элизур, Юваль (91) — израильский журналист, дипломат и писатель[328].

## 9 сентября

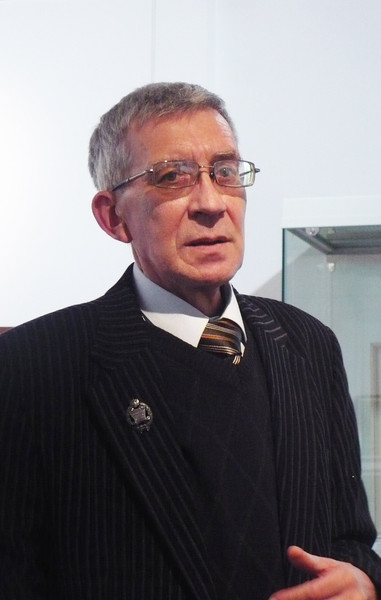
Сергей Белов

- Белов, Сергей Павлович (78) — советский и российский художник-реставратор и искусствовед, заслуженный работник культуры Российской Федерации[329].
- Валори, Алессандро (54) — итальянский кинорежиссёр[330].
- Гарсиа, Дульсе (54) — кубинская метательница копья, чемпион Панамериканских игр (1991)[331].
- Грёнер, Лисси (65) — немецкий политический деятель, депутат Европейского парламента (1989—2009)[332].
- Дукальтетенко, Виктор Петрович (91) — советский и российский поэт и общественный деятель[333].
- Ким Сун Хван (86) — южнокорейский режиссёр-аниматор[334].
- Махерицас, Лаврентис (62) — греческий рок-музыкант и певец[335].
- Питер, Жаирзиньо (31) — футбольный голкипер сборной Кюрасао[336].
- Скрастиньш, Имантс (78) — советский и латвийский актёр, народный артист Латвийской ССР (1989)[337].
- Франк, Роберт (94) — американо-швейцарский фотограф, кинорежиссёр и оператор[338].
- Херцог, Фред (88) — канадский фотограф[339].
- Шенстоун, Майкл (91) — канадский дипломат, посол Канады в Саудовской Аравии; посол Канады в Австрии[340].

## 8 сентября

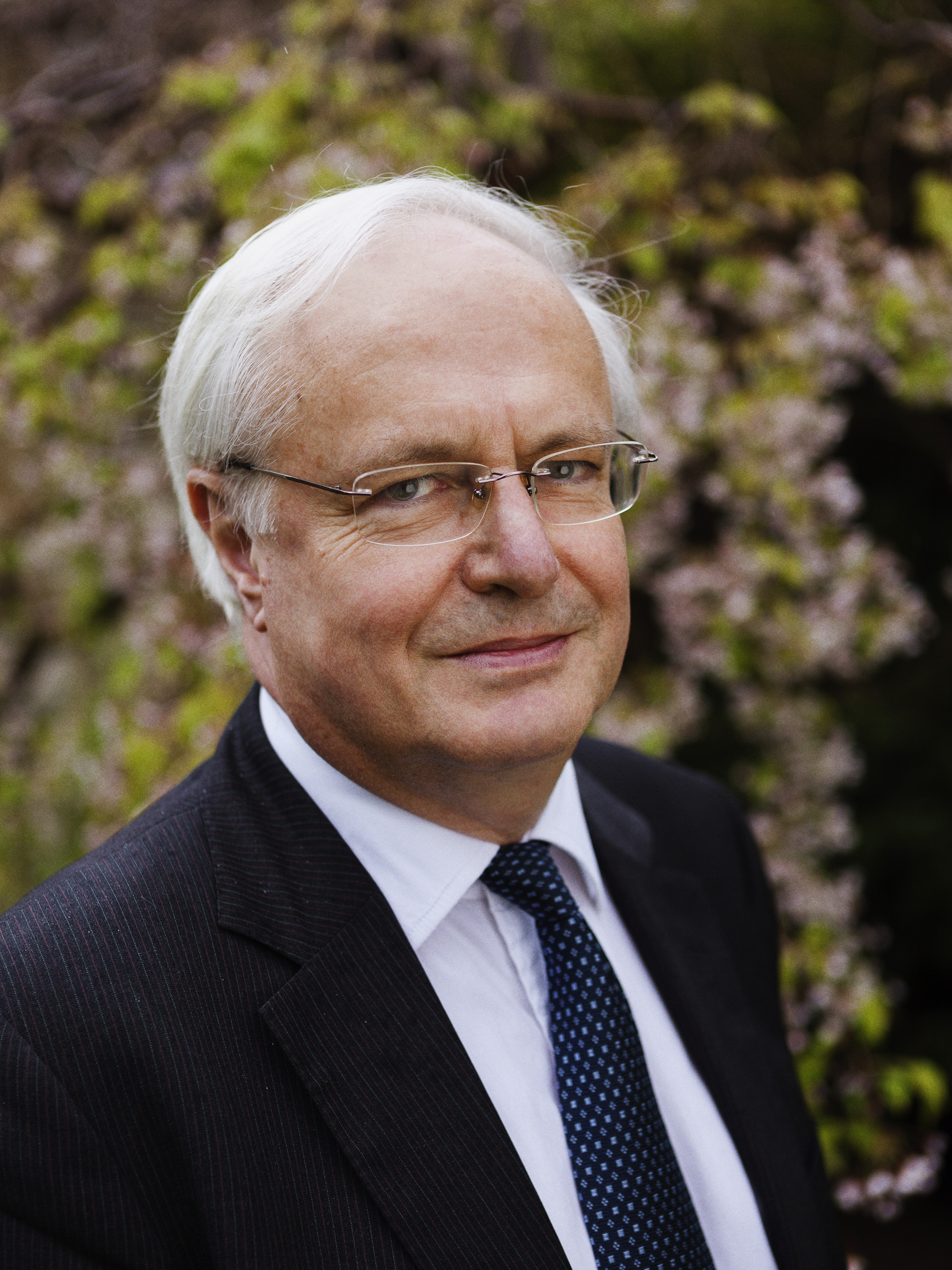
Крис Добсон

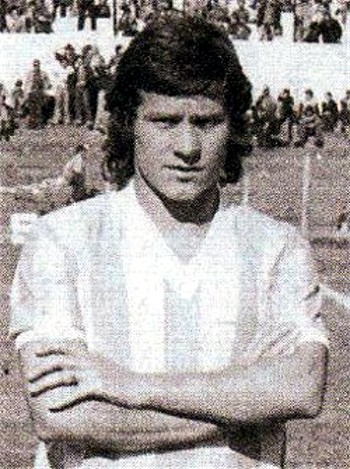
Карлос Скео

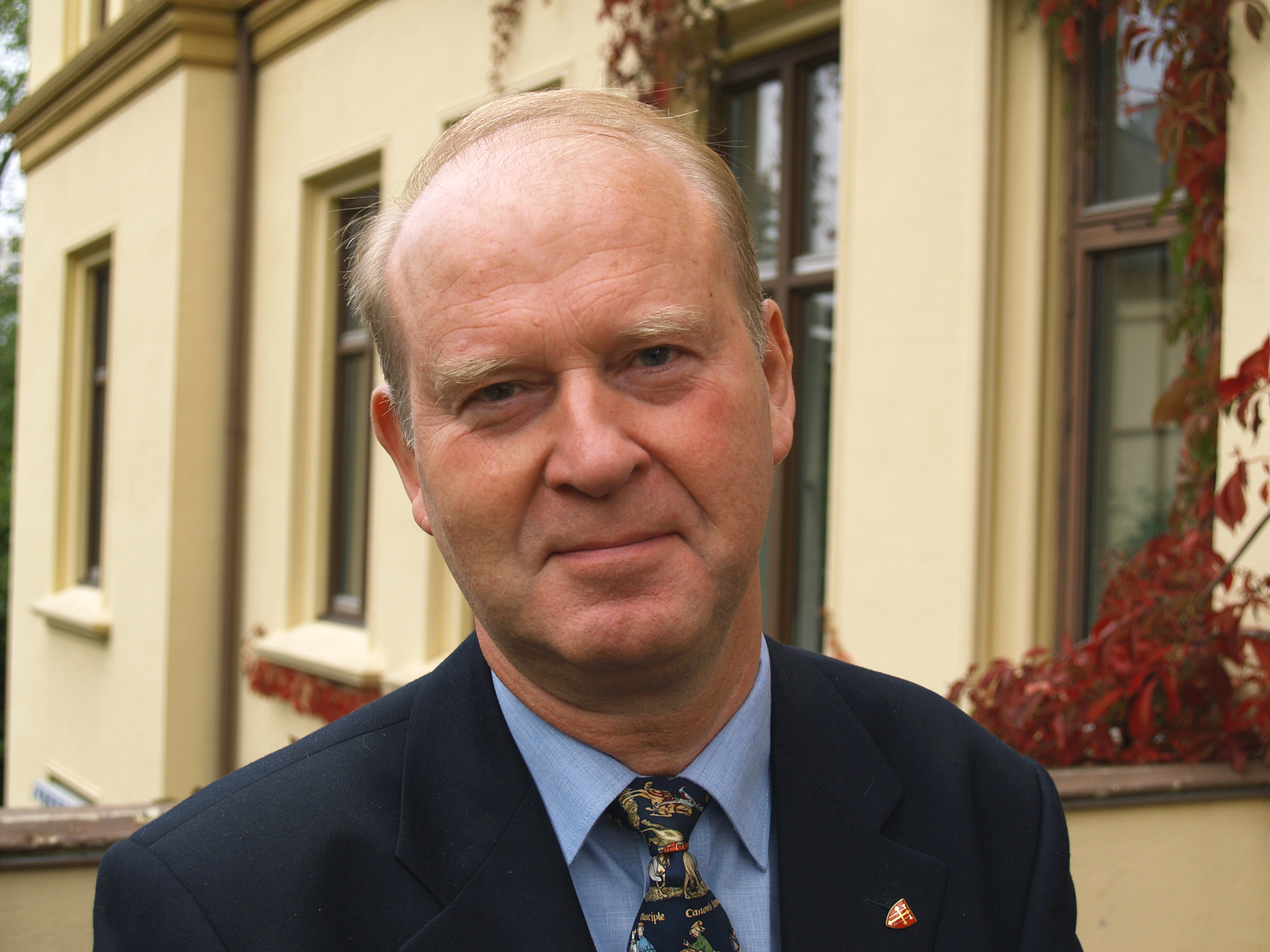
Олав Шевесланн

- Белый, Александр Андреевич (79) — советский и российский литературовед[341].
- Джетмалани, Рам (95) — индийский государственный деятель, министр юстиции Индии (1996, 1999—2000)[342].
- Добсон, Крис (69) — английский химик, член Лондонского королевского общества (1996)[343].
- Кессар, Исраэль (88) — израильский политический и государственный деятель, министр транспорта (1992—1996), депутат Кнессета (1984—1996)[344].
- Кебе, Ибрагим (63) — сенегальский художник[345].
- Ким Сон Хван (86) — южнокорейский художник[334].
- Контенсон, Анри де (93) — французский археолог[346].
- Кристофер Джордж Уолтер Джеймс, 5-й барон Нортборн (93) — английский аристократ, барон Нортборн с 1982 года[347].
- Легаспи, Лито (77) — филиппинский актёр[348].
- Мид, Джейн (61) — американская поэтесса[349].
- Решетняк, Виталий Кузьмич (73) — российский патофизиолог, член-корреспондент РАМН (2007—2014), член-корреспондент РАН (2014)[350].
- Рузин, Леонид Михайлович (79) — советский и российский учёный в области разработки и эксплуатации нефтяных и газовых месторождений, доктор технических наук (2002), профессор (2006)[351].
- Скео, Карлос (71) — аргентинский футболист, обладатель Кубка Либертадорес (1978) в составе клуба «Бока Хуниорс»[352].
- Уэсли, Джон (72) — американский актёр[353].
- Халди, Моше (84) — израильский футболист[354].
- Шевесланн, Олав (77) — священнослужитель лютеранской церкви Норвегии, епископ Агдера и Телемарка (1998—2012)[355] Архивная копия от 10 сентября 2019 на Wayback Machine.
- Энеев, Тимур Магометович (94) — советский и российский учёный в области космонавтики, академик РАН (1992)[356].

## 7 сентября

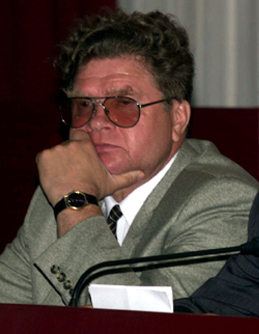
Анатолий Белоногов

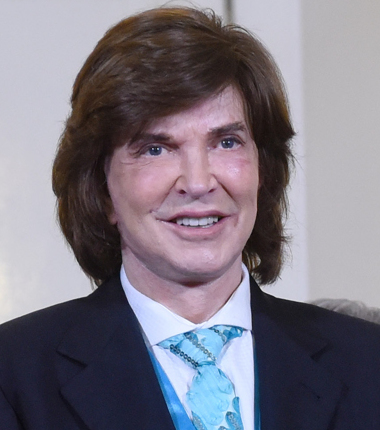
Камило Сесто

- Аксельрод, Роберт (70) — американский актёр[357].
- Белоногов, Анатолий Николаевич (80) — советский и российский партийный и государственный деятель, председатель Амурского облисполкома (1989—1990), губернатор Амурской области (1997—2001)[358].
- Бутри, Роже (87) — французский композитор и дирижёр[359].
- Ксанфомалити, Леонид Васильевич (87) — советский и российский астрофизик, доктор физико-математических наук (1977), профессор, заслуженный деятель науки Российской Федерации (1999)[360].
- Луцив, Владимир Гаврилович (90) — украинский бандурист и певец[361].
- Матвиенко, Владимир Андреевич (95) — советский и российский юрист, заместитель прокурора города Ленинграда (1965—1988), заслуженный юрист РСФСР[362].
- Николс, Питер (92) — британский драматург[363].
- Плешаков, Владимир Владимирович (56) — советский и российский писатель-сатирик и режиссёр-теледокументалист[364].
- Рыжова, Мая Петровна (89) — советская и российская писательница и литературовед[365].
- Серетти, Альберто (80) — итальянский государственный деятель, президент провинции Гроссето[366].
- Сесто, Камило (72) — испанский певец и автор песен[367].

## 6 сентября

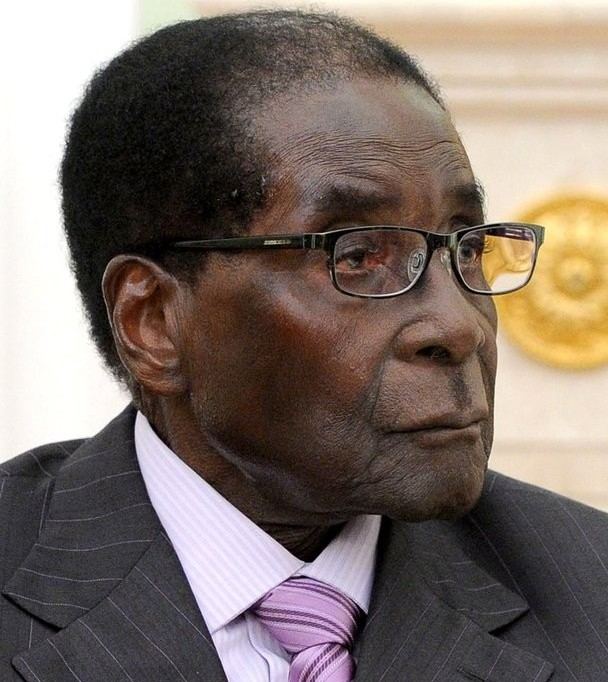
Роберт Мугабе

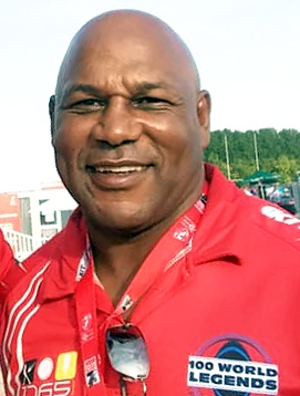
Честер Уильямс

- Бонк, Хартмут (79) — немецкий скульптор и художник[368].
- Борисов, Стефан Петрович (73) — советский и российский военный и общественный деятель, генерал-майор[369].
- Лузо, Бернар (89) — французский военный деятель, начальник штаба Военно-морских сил Франции (1987—1990)[370].
- Монгуш, Донгак Севекович (72) — советский и российский артист балета и хореограф, артист ансамбля народного танца Тувы «Саяны», заслуженный артист Российской Федерации (1994)[371].
- Мугабе, Роберт (95) — зимбабвийский государственный деятель, премьер-министр (1980—1987) и президент (1987—2017) Зимбабве[372].
- Уильямс, Честер (49) — южноафриканский регбист, чемпион мира (1995)[373].

## 5 сентября

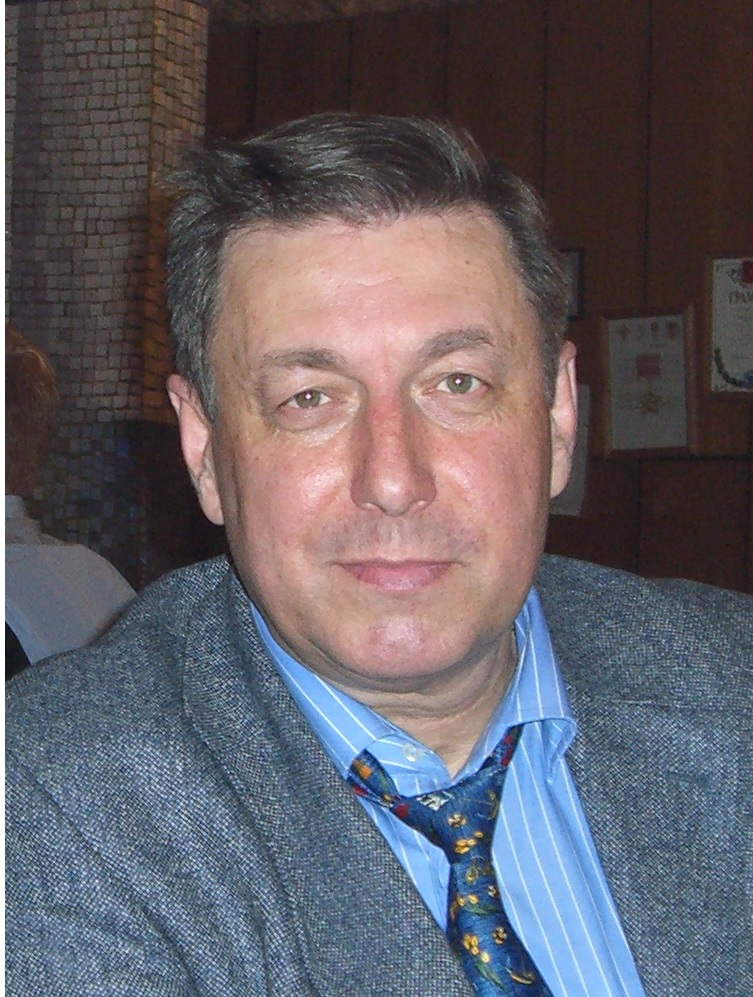
Юрий Бобров

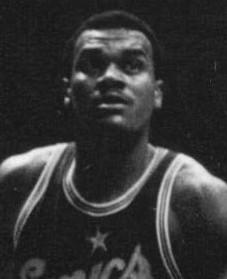
Боб Рул

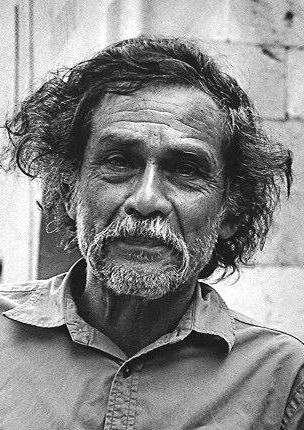
Франсиско Толедо

- Али, Обид (67) — пакистанский актёр[374].
- Ахмадеева, Галиябану Ниязмухаметовна (71) — советский и российский музыковед, заслуженный деятель искусств Республики Башкортостан (2009)[375].
- Берри, Филипп (63) — французский художник и скульптор[376].
- Бобров, Юрий Александрович (67) — российский кинематографист, президент Гильдии продюсеров и организаторов кинопроцесса Союза кинематографистов России (с 2008 года)[377].
- Вейгель, Ярослав (88) — чехословацкий и чешский актёр[378].
- Джонсон, Джимми (76) — американский музыкант[379].
- Клочков, Вячеслав Иванович (73) — советский передовик промышленного производства, полный кавалер ордена Трудовой Славы[380].
- Конно, Акицугу (75) — японский прыгун с трамплина, серебряный призёр зимних Олимпийских игр в Саппоро (1972)[381].
- Коул, Чарли (64) — американский фотожурналист[382].
- Крутер, Марк Соломонович (74) — советский и российский адвокат и писатель, доктор юридических наук, профессор, заслуженный юрист Российской Федерации[383].
- Нагаркар, Киран (77) — индийский писатель[384].
- Петерсон, Юрий Леонидович (71) — советский и российский певец и музыкант[385].
- Розанов, Владислав Борисович (86) — российский физик-теоретик, доктор физико-математических наук (1974), профессор[386].
- Рул, Боб (75) — американский баскетболист[387].
- Толедо, Франсиско (78) — мексиканский художник[388].

## 4 сентября

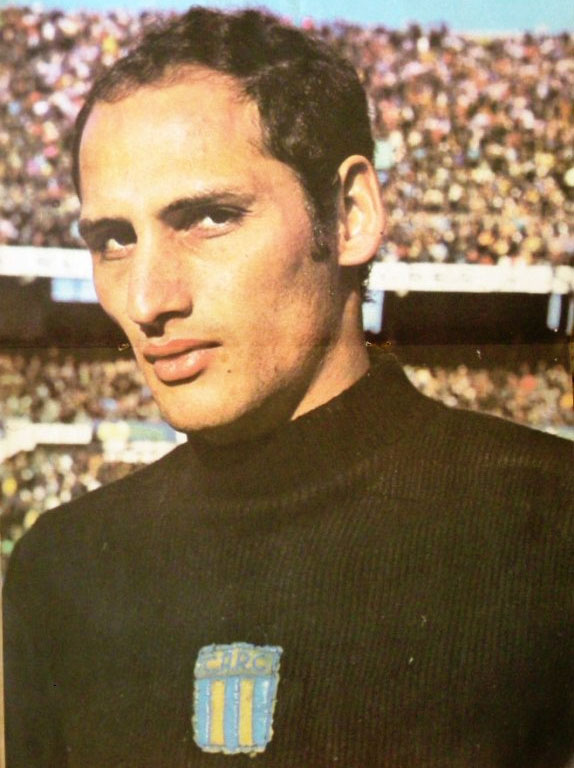
Эдгардо Андрада

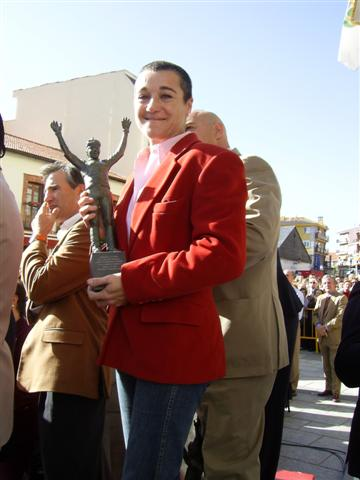
Бланка Фернандес Очоа

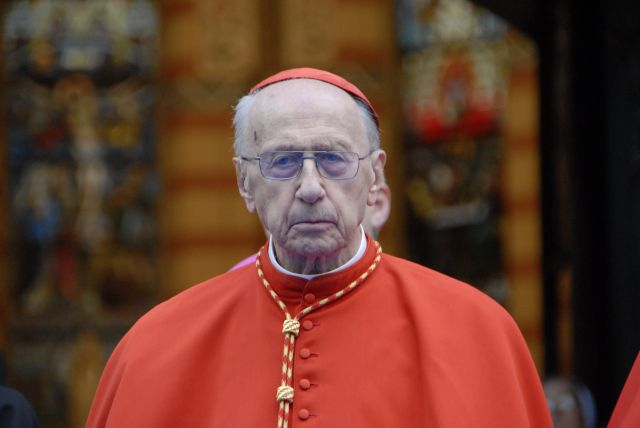
Роже Эчегерай

- Абдулла, Аббас (79) — советский и азербайджанский поэт[389].
- Акакий (Паппас-младший) (93) — епископ ИПЦ Греции, митрополит Диавлейский и Аттикийский (1974—1985)[390].
- Андрада, Эдгардо (80) — аргентинский футболист, выступавший за национальную сборную (1961—1969), чемпион Бразилии (1970) в составе клуба «Васко да Гама»[391].
- Беренди, Паль (86) — венгерский футболист, выступавший за клуб «Вашаш» (Будапешт) (1951—1968) и за национальную сборную (1956—1960)[392].
- Деорнуа, Патрик (66) — французский математик-алгебраист[393].
- Камшалов, Александр Иванович (87) — советский партийный и государственный деятель, председатель Госкино СССР (1986—1991)[394].
- Кыш, Тевфик (85) — турецкий борец греко-римского стиля, чемпион летних Олимпийских игр в Риме (1960)[395].
- Леви, Стюарт (80) — американский микробиолог[396].
- Папелишвили, Нодар Захарович (78) — советский футболист, выступавший за клуб «Спартак» (Орджоникидзе) (1961—1973)[397].
- Рувалькаба, Фелипе (78) — мексиканский футболист, игрок национальной сборной, участник чемпионатов мира (1962, 1966)[398].
- Симун, Константин Михелевич (85) — советский и американский скульптор-монументалист[399].
- Уорнер, Дэн — американский рок-гитарист, лауреат премии Грэмми[400].
- Фернандес Очоа, Бланка (56) — испанская горнолыжница, бронзовый призёр зимних Олимпийских игр в Альбервиле (1992), сестра Франсиско Фернандеса Очоа (тело обнаружено в этот день)[401].
- Харрис, Кайли Рэй (30) — американская кантри-певица; автокатастрофа[402].
- Чэнь Син (79) — гонконгский актёр[403].
- Шулава, Ненад (56) — хорватский шахматист, гроссмейстер (2000)[404].
- Эчегарай, Роже (96) — французский кардинал, архиепископ Марселя (1970—1985), вице-декан Коллегии кардиналов (2005—2017)[405].
- Ященко, Юрий Петрович (66) — украинский государственный деятель, доктор экономических наук, министр угольной промышленности Украины (2010)[406].

## 3 сентября

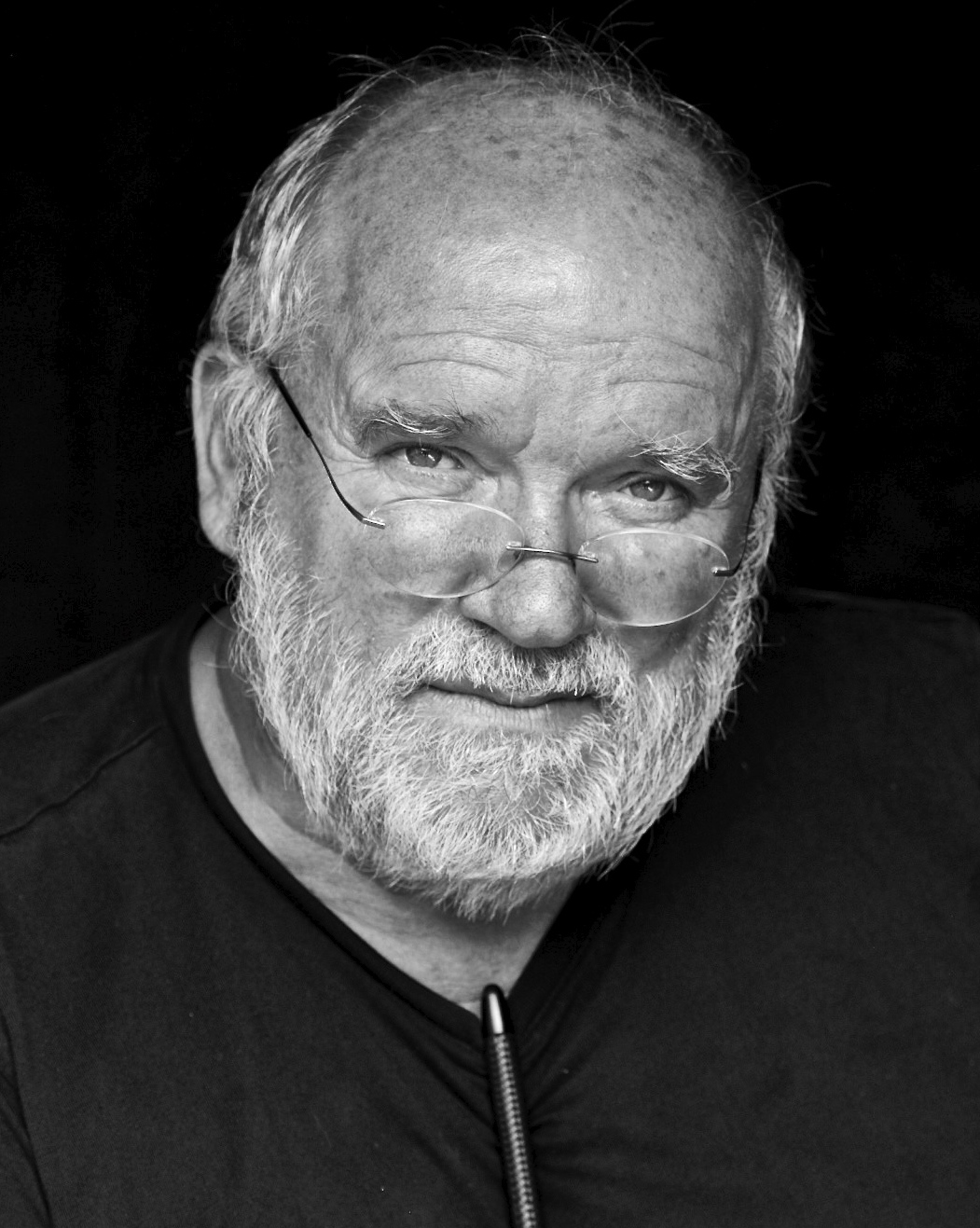
Петер Линдберг

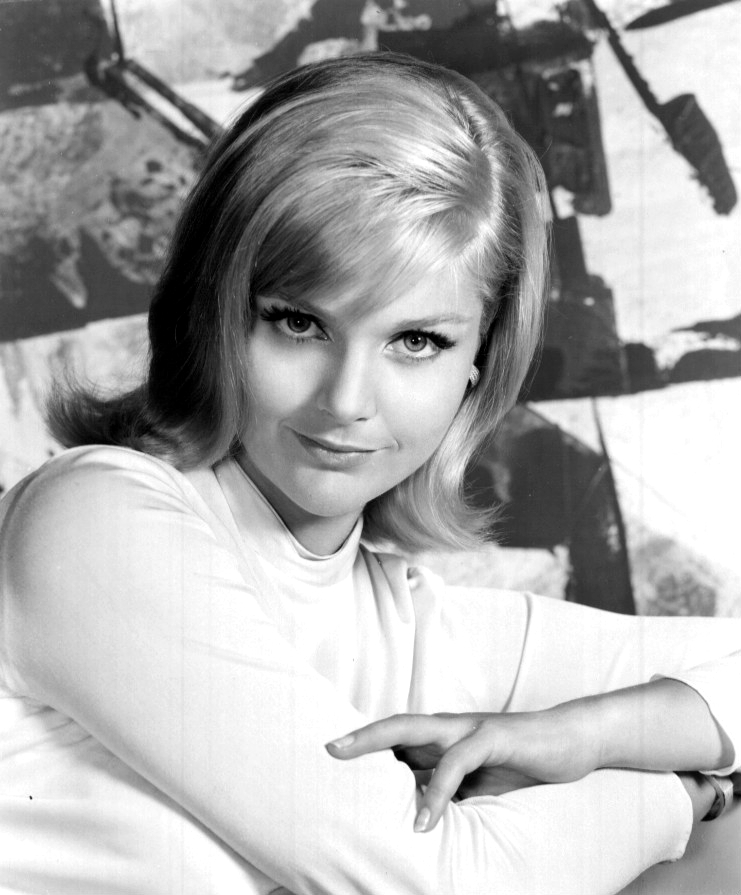
Кэрол Линли

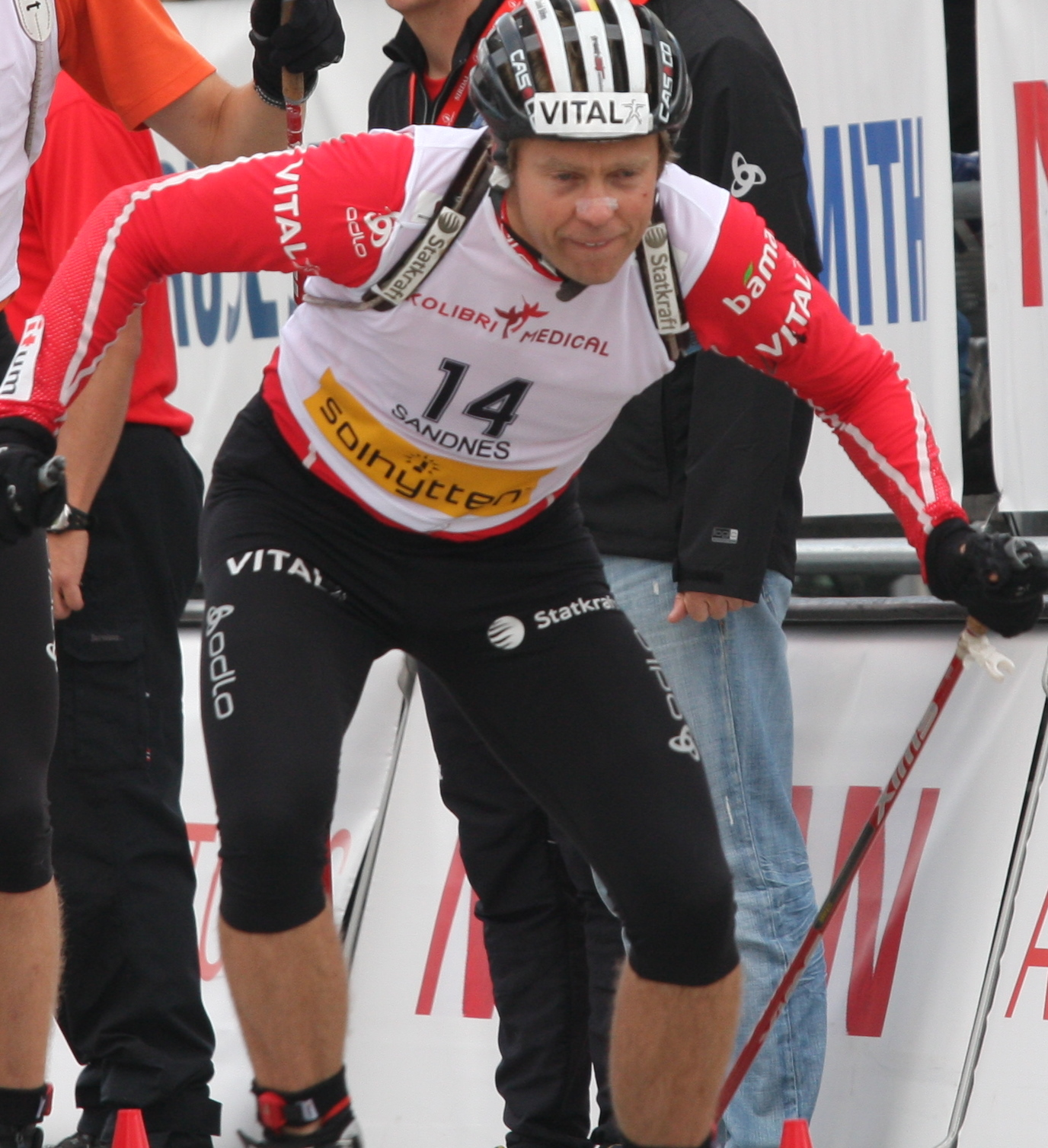
Халвар Ханевольд

- Галоян, Арсен Анушаванович (92) — советский и армянский тренер и судья международной категории по тяжёлой атлетике, заслуженный тренер СССР[407].
- Дэниелс, Лашон (41) — американский композитор, ДТП[408].
- Каримов, Фахрази Шамсумухаметович (86) — советский и российский передовик сельского хозяйства, Герой Социалистического Труда (1981)[409].
- Карлетти, Ариадна (61) — французская актриса и певица[410].
- Линдберг, Петер (74) — немецкий фотограф[411].
- Линли, Кэрол (77) — американская актриса и модель[412].
- Мортон, Десмонд (81) — канадский историк[413].
- Пимьенто Родригес, Хосе де Хесус (100) — колумбийский кардинал, архиепископ Манисалеса (1975—1996)[414].
- Семененко, Леонид Павлович (60) — российский филолог, доктор филологических наук, профессор кафедры английской филологии ОГУ[415].
- Славина, Зинаида Анатольевна (79) — советская и российская актриса театра и кино, народная артистка РСФСР (1986)[416].
- Федорович, Сергей Владимирович (80) — советский и белорусский аллерголог, иммунолог, профпатолог, доктор медицинских наук (1986), профессор (1990), заслуженный деятель науки Республики Беларусь (1996)[417].
- Ханевольд, Халвар (49) — норвежский биатлонист, чемпион зимних Олимпийских игр в Нагано (1998), в Солт-Лейк-Сити (2002) и в Ванкувере (2010)[418].
- Эман, Берендина (99) — нидерландская и американская Праведница народов мира[419].
- Ященко, Юрий Петрович (66) — украинский государственный деятель, министр угольной промышленности Украины (2010)[420].

## 2 сентября

Николай Морозов

- Амарзан Исмаил Хамид (78) — индонезийский поэт и журналист[421].
- Башнянин, Григорий Иванович (68) — советский и украинский экономист, доктор экономических наук, профессор, заслуженный деятель науки и техники Украины (2007)[422].
- Брендле, Реа (66) — швейцарская писательница[423].
- Бушар, Реми (83) — канадский композитор[424].
- Джугели, Нугзар Павлович (82) — грузинский актёр, спортивный комментатор и телеведущий[425].
- Жданкин, Василий Александрович (61) — советский и украинский бард, кобзарь и бандурист, гран-при фестиваля «Червона рута» (1989)[426].
- Калинников, Юрий Германович (70) — советский и российский актёр-кукольник, артист ГАЦТК (с 1980 года), заслуженный артист Российской Федерации (2006)[427].
- Кирпиченко, Сергей Вадимович (68) — советский и российский дипломат, Чрезвычайный и Полномочный Посол Российской Федерации в Объединённых Арабских Эмиратах (1998—2000), в Ливии (2000—2004), в Сирии (2006—2011), в Египте (с 2011 года)[428].
- Колодзейчик, Пётр (80) — польский военный деятель, министр национальной обороны Польши (1990—1991 и 1993—1994), вице-адмирал[429].
- Мацумото, Гёдзи (85) — японский футбольный вратарь[430].
- Морозов, Николай Александрович (94) — участник Великой Отечественной войны, полный кавалер ордена Славы[431].
- Муравьёв, Игорь Владимирович (60) — российский орнитолог, доктор биологических наук, профессор кафедры зоологии и экологии ПГУ (2014)[432].
- Ничке, Август (92) — немецкий историк[433].
- Нуркенов, Жанбыршы Есетович (73) — казахстанский общественный деятель[434].
- Петран, Райнер (68) — немецкий баскетболист[435].
- Порохова, Валерия Михайловна (79) — российский мусульманский общественный деятель, переводчик Корана[436].
- Прайор, Фредерик (86) — американский экономист[437].
- Раух, Гельмут (80) — австрийский ядерный физик[438].
- Синклер, Лоран (58) — французский композитор и музыкант[439].
- Франк, Доротея Бентон (67) — американская писательница[440].
- Хадди, Мохаммед (72) — марокканский актёр и драматург[441].
- Циклер, Томас (55) — немецкий кинопродюсер[442].
- Червинский, Георгий Владимирович (73) — советский и российский актёр и режиссёр, художественный руководитель театра «Студия-69» (с 1987 года)[443].
- Эдвальдссон, Атли (62) — исландский футболист, выступавший за национальную сборную (1976—1991)[444].

## 1 сентября

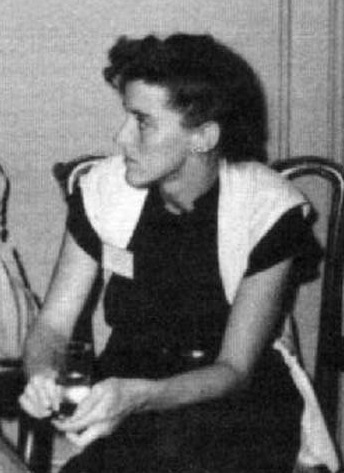
Кэтрин Маклин

- Бо, Кеннет (78) — ямайский государственный деятель, министр здравоохранения (1980—1989), министр иностранных дел (2007—2012) Ямайки[445].
- Виртанен, Юкка (86) — финский актёр и писатель[446].
- Голдман, Алберту (81) — бразильский государственный деятель, министр транспорта Бразилии (1992—1993), губернатор штата Сан-Паулу (2010—2011)[447].
- Дубовый, Борис Васильевич (71) — украинский предприниматель[448].
- Каганов, Моисей Исаакович (98) — советский физик-теоретик, доктор физико-математических наук (1958), профессор[449].
- Коллинз, Том (88) — американский фигурист[450].
- Леонтьев, Юрий Александрович (79) — советский и российский писатель и путешественник[451].
- Маклин, Кэтрин (94) — американская писательница в жанре научной фантастики[452].
- Малинский, Владимир Васильевич (64) — российский спортивный тренер и арбитр, тренер паралимпийской сборной России по лыжам и биатлону[453].
- Никон (Лайолин) (73) — епископ Православной Церкви в Америке, архиепископ Бостонский, Ново-Английский и Албанской епархии[454].
- Овунц, Гагик Гедеонович (89) — советский и армянский композитор, заслуженный деятель искусств Армянской ССР (1984)[455].
- Пробст Соломон, Барбара (90) — американская писательница[456].
- Рычков, Борис Николаевич (81) — советский режиссёр и сценарист документального кино, народный артист РСФСР (1982)[457].
- Сайнс Гарсия, Хуана (30) — испанская танцовщица, хореограф и композитор; несчастный случай[458].
- Смит, Жан Эдвард (86) — американский писатель-биограф[459].
- Тью, Мамаду (59) — сенегальский футболист, игрок национальной сборной (1984—1992)[460].
- Чугунов, Александр Павлович (94) — советский и российский учёный-правовед.
- Фартушняк, Анатолий Демьянович — советский и украинский поэт-песенник[461].
- Фриц, Альберт (72) — немецкий велогонщик[462].
- Хармандян, Адисс (74) — армянский певец[463].
- Цанки, Эдо (66) — немецкий певец и музыкант[464].
- Элишка, Радомил (88) — чешский дирижёр[465].